# Liste der Kulturdenkmale in Meißen (linkselbisch)
In der Liste der Kulturdenkmale in Meißen (linkselbisch) sind die am linken Ufer der Elbe gelegenen Kulturdenkmale der Stadt Meißen verzeichnet (ohne archäologische Kulturdenkmale). Die Anmerkungen sind zu beachten.
Diese Aufzählung ist eine Teilmenge der Liste der Kulturdenkmale in Meißen.
Die rechtselbisch gelegenen Kulturdenkmale sind in der Liste der Kulturdenkmale in Meißen (rechtselbisch) verzeichnet.

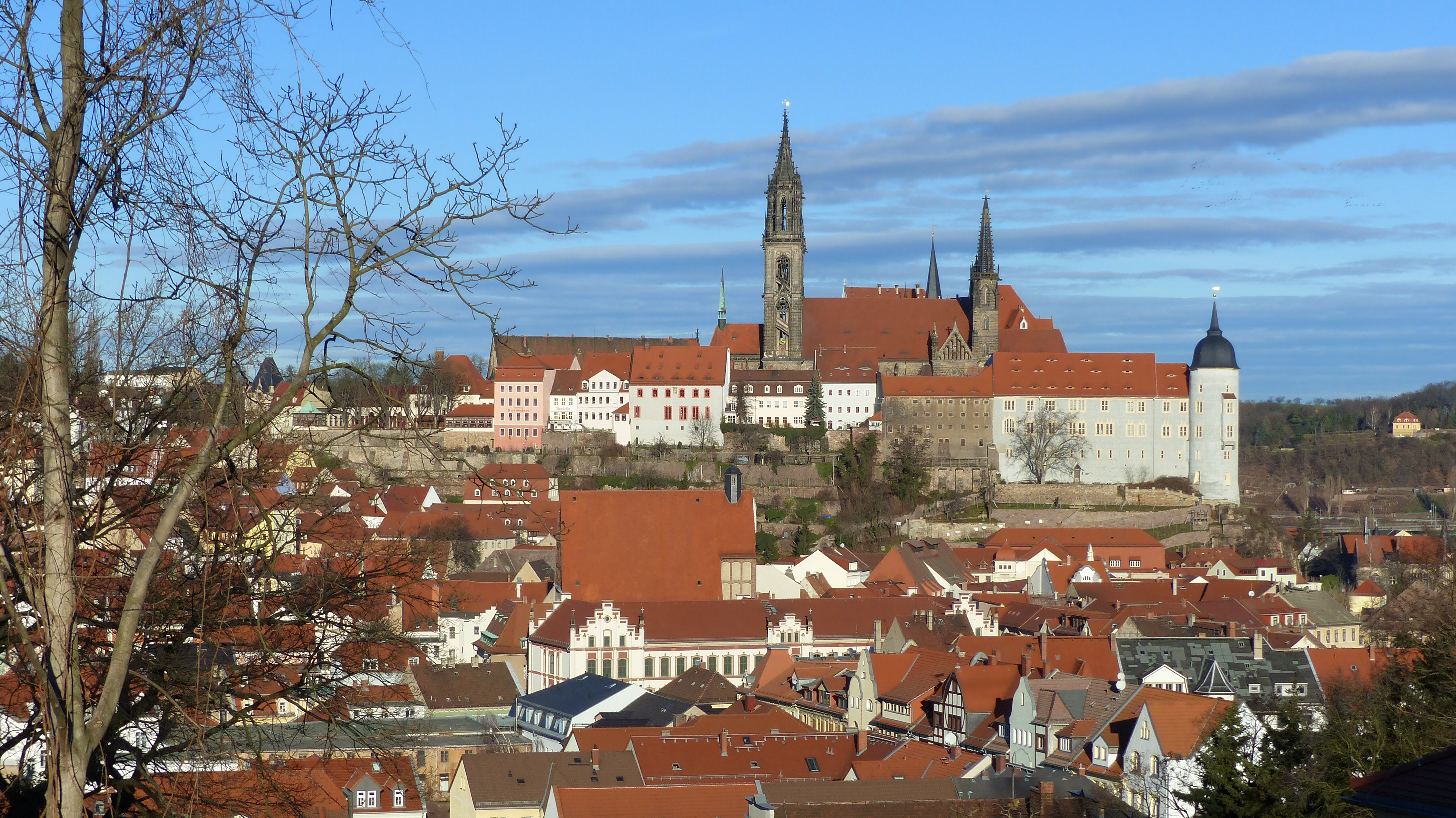
Blick auf die Altstadt mit der Albrechtsburg

## Liste der Kulturdenkmale in Meißen (linkselbisch)
Die Liste ist nach den linkselbisch gelegenen Gemarkungen von Meißen unterteilt.

### Dobritz mit Buschbad
| Bild           | Bezeichnung | Lage                             | Datierung                                                                                          | Beschreibung | ID       |
| -------------- | --- | -------------------------------- | -------------------------------------------------------------------------------------------------- | --- | -------- |
| Weitere Bilder | Clausmühle: Müllerwohnhaus (Nr. 12a), Auszugshaus (Nr. 12b) und Torpfeiler einer ehemaligen Mühle | Am Buschbad 12a, 12b (Karte)     | Bezeichnet mit 1868 (Wohnhaus); Mitte 19. Jahrhundert (Auszugshaus)                                | Ortsgeschichtlich und technikgeschichtlich von Bedeutung | 09266257 |
| Weitere Bilder | Buschmühle: Anlage aus straßenseitigem Speicherbau (Silo), straßenseitigem Wohnhaus, zurückgesetztem Mühlengebäude mit vollständiger Mühlenausstattung, Turbinenhaus, Teilen des Mühlgrabens und Mühlgrabeneinlauf | Am Buschbad 13 (Karte)           | 2. Hälfte 19. Jahrhundert (Getreidemühle, Silo und Müllerwohnhaus); 1909 (Elevator und Aspirateur) | Eine der größten noch erhaltenen Getreidemühlen im Landkreis Meißen, bemerkenswert die noch zahlreich erhaltene, vergleichsweise alte Technick, bau-, orts- und technickgeschichtlich bedeutend | 09266256 |
|                | Haupthaus (Nr. 14b) und zwei begleitende Wohnhäuser (Nr. 14, Nr. 14c) und Torpfeiler einer ehemaligen Badeanstalt                                                                                                  | Am Buschbad 14, 14b, 14c (Karte) | Um 1820                                                                                            | Ortsgeschichtlich von Bedeutung, zu einem ehemaligen Heilbad gehörend | 09266371 |
|                | Doppelmietshaus in offener Bebauung | Am Buschbad 19, 20 (Karte)       | Um 1880                                                                                            | Städtebaulich und baugeschichtlich von Bedeutung (Gründerzeitbauten) | 09266255 |
| Weitere Bilder | Dreiseithof mit Wohnstallhaus (Nr. 3), Scheune und Seitengebäude in Fachwerk (Nr. 3b) | Dobritzer Berg 3, 3b (Karte)     | 19. Jahrhundert                                                                                    | Baugeschichtlich und landschaftsgestaltend von Bedeutung, Zeugnis bäuerlicher Lebensweise vergangener Zeiten im Ortsteil Dobritz                                                                | 09266258 |
| Weitere Bilder | Wohnstallhaus eines Bauernhofes | Dobritzer Berg 4 (Karte)         | Um 1860                                                                                            | Baugeschichtlich und landschaftsgestaltend von Bedeutung, Zeugnis bäuerlicher Lebensweise vergangener Zeiten im Ortsteil Dobritz                                                                | 09300906 |
| Weitere Bilder | Bauernhof mit Wohnstallhaus und Scheune | Dobritzer Berg 9 (Karte)         | Um 1850                                                                                            | Sozialgeschichtlich und baugeschichtlich von Bedeutung (Fachwerkbau), Zeugnis bäuerlicher Lebensweise vergangener Zeiten im Ortsteil Dobritz                                                    | 09266374 |

### Fischergasse
| Bild           | Bezeichnung                                                                    | Lage                        | Datierung                                                             | Beschreibung | ID       |
| -------------- | ------------------------------------------------------------------------------ | --------------------------- | --------------------------------------------------------------------- | --- | -------- |
| Weitere Bilder | Wohnhaus über winkelförmigem Grundriss                                         | Fischergasse 1 (Karte)      | Prägender Umbau 1870 (im Kern 17. Jahrhundert); weiterer Umbau später | Sozialgeschichtlich und baugeschichtlich von Bedeutung | 09266329 |
| Weitere Bilder | Wohnhaus                                                                       | Fischergasse 11 (Karte)     | 2. Hälfte 18. Jahrhundert                                             | Sozialgeschichtlich, städtebaulich und baugeschichtlich von Bedeutung, ländlicher Wohnbau mit kleeblattförmiger Haustür                                             | 09266259 |
| Weitere Bilder | Wohnhaus                                                                       | Fischergasse 13 (Karte)     | 2. Hälfte 18. Jahrhundert                                             | Sozialgeschichtlich, städtebaulich und baugeschichtlich von Bedeutung, ländlicher Wohnbau mit verkleidetem Fachwerk                                                 | 09266260 |
| Weitere Bilder | Wohnhaus                                                                       | Fischergasse 16 (Karte)     | Bezeichnet mit 1770 (oder 1772)                                       | Sozialgeschichtlich, städtebaulich und baugeschichtlich von Bedeutung, ländlicher Wohnbau mit verputztem Fachwerk, barockes Eingangsportal                          | 09266262 |
| Weitere Bilder | Wohnhaus mit zwei Nebengebäuden im Hof (eines angebaut, eines einzeln stehend) | Fischergasse 17 (Karte)     | Bezeichnet mit 1793                                                   | Sozialgeschichtlich, städtebaulich und baugeschichtlich von Bedeutung                                                                                               | 09266263 |
| Weitere Bilder | Mietshaus in halboffener Bebauung und Ecklage                                  | Leipziger Straße 43 (Karte) | 1880er Jahre                                                          | Städtebaulich von Bedeutung, ein Gründerzeithaus | 09265642 |
| Weitere Bilder | Mietshaus in halboffener Bebauung                                              | Leipziger Straße 45 (Karte) | Um 1890                                                               | Städtebaulich und baugeschichtlich von Bedeutung, ein Gründerzeithaus (Klinkerfassade mit auffälligen Neorenaissancegiebeln)                                        | 09265643 |
| Weitere Bilder | Bauernhaus mit Einfriedung                                                     | Leipziger Straße 46 (Karte) | Bezeichnet mit 1810                                                   | Sozial- und baugeschichtlich von Bedeutung, Zeugnis bäuerlicher Lebensweise vergangener Zeiten (verputzter Fachwerkbau), Bruchsteinmauer als Grundstückseinfriedung | 09265929 |
| Weitere Bilder | Mietshaus in offener Bebauung, mit Gaststätte Am Burgberg                      | Meisastraße 1 (Karte)       | Um 1890                                                               | Städtebaulich und baugeschichtlich von Bedeutung, ein Gründerzeithaus, Klinkerfassade, straßenbildprägende Volutengiebel (und ehemals Balkone)                      | 09265648 |

### Klostergasse
| Bild           | Bezeichnung | Lage                                 | Datierung                                            | Beschreibung | ID       |
| -------------- | --- | ------------------------------------ | ---------------------------------------------------- | --- | -------- |
| Weitere Bilder | Wohnhaus in offener Bebauung | Drosselgrund 11 (Karte)              | Um 1870                                              | Baugeschichtlich von Bedeutung, vorgründerzeitliches Haus (sogenanntes Dreigaupenhaus)                                                                                                  | 09265768 |
| Weitere Bilder | Mietshaus in offener Bebauung | Leipziger Straße 49 (Karte)          | 2. Hälfte 19. Jahrhundert                            | Städtebaulich und baugeschichtlich von Bedeutung, ein Gründerzeithaus | 09265644 |
|                | Ehemaliges Weingut Friedenshain mit Herrenhaus und straßenbegleitendem Wirtschaftsgebäude (Nr. 54) sowie Nebengebäuden (Nr. 57 und Nr. 64a) | Leipziger Straße 54, 57, 64a (Karte) | Um 1800 (Weinbau / Herrenhaus); um 1910 (Nummer 64a) | Künstlerisch, kunsthistorisch, städtebaulich und baugeschichtlich von Bedeutung, das Haupthaus / Herrenhaus ein repräsentativer Barockbau unmittelbar am Berghang                       | 09265645 |
|                | Mietshaus in offener Bebauung | Leipziger Straße 59 (Karte)          | Ende 19. Jahrhundert                                 | Städtebaulich und baugeschichtlich von Bedeutung, ein Gründerzeithaus mit schöner Eingangstür                                                                                           | 09301149 |
| Weitere Bilder | Doppelmietshaus in offener Bebauung | Leipziger Straße 60, 61 (Karte)      | 1. Hälfte 19. Jahrhundert                            | Sozial- und baugeschichtlich von Bedeutung, Zeugnis bäuerlicher Lebensweise vergangener Zeiten (verputzter Fachwerkbau), ortsbildprägende Lage gegenüber der Klosterruine zum Hl. Kreuz | 09265809 |
| Weitere Bilder | Mietshaus in offener Bebauung | Meisastraße 3 (Karte)                | Um 1870                                              | Städtebaulich und baugeschichtlich von Bedeutung, ein Gründerzeithaus, straßenbildprägende Eckausbildung mit Turm und Balkonen                                                          | 09301150 |

### Kloster zum Heiligen Kreuz
| Bild           | Bezeichnung                                                                                        | Lage                     | Datierung             | Beschreibung | ID       |
| -------------- | -------------------------------------------------------------------------------------------------- | ------------------------ | --------------------- | --- | -------- |
| Weitere Bilder | Kloster Zum Heiligen Kreuz (Sachgesamtheit)                                                        | Leipziger Straße (Karte) | Mitte 13. Jahrhundert | Sachgesamtheit Kloster zum Heiligen Kreuz, mit dem Einzeldenkmal: Ruine des Benediktiner-Nonnen-Klosters mit Klostermauer (09265770) und dem Gartendenkmal Klostergarten; regionalgeschichtlich, baugeschichtlich, landschaftsgestaltend, wissenschaftlich und künstlerisch von Bedeutung, romanische Architektur im Übergang zur Gotik | 09300868 |
| Weitere Bilder | Ruine des Benediktiner-Nonnen-Klosters mit Klostermauer (Einzeldenkmal zu Sachgesamtheit 09300868) | Leipziger Straße (Karte) | Mitte 13. Jahrhundert | Einzeldenkmal der Sachgesamtheit Kloster zum Heiligen Kreuz: Ruine des Benediktiner-Nonnen-Klosters mit Klostermauer; regionalgeschichtlich, baugeschichtlich, landschaftsgestaltend, wissenschaftlich und künstlerisch von Bedeutung, romanische Architektur im Übergang zur Gotik                                                     | 09265770 |

### Klosterhäuser
| Bild           | Bezeichnung                                              | Lage                        | Datierung                 | Beschreibung | ID       |
| -------------- | -------------------------------------------------------- | --------------------------- | ------------------------- | --- | -------- |
|                | Wohnhaus mit Einfriedung                                 | Gasernberg 1 (Karte)        | 2. Hälfte 19. Jahrhundert | Baugeschichtlich von Bedeutung, ortsbildprägend | 09265774 |
|                | Ehemaliges Gasthaus, heute Wohnhaus                      | Gasernberg 2 (Karte)        | Ende 19. Jahrhundert      | Ortsgeschichtlich von Bedeutung, ortsbildprägend | 09265773 |
| Weitere Bilder | Bauernhaus mit Scheune und Stützmauer zur Straße         | Leipziger Straße 89 (Karte) | 1. Hälfte 19. Jahrhundert | Sozial- und baugeschichtlich von Bedeutung, Zeugnis bäuerlicher Lebensweise vergangener Zeiten (verputzter Fachwerkbau), ortsbildprägende Lage gegenüber der Klosterruine zum Hl. Kreuz | 09266264 |
|                | Wohnhaus in offener Bebauung, mit Stützmauern zur Straße | Leipziger Straße 92 (Karte) | Mitte 19. Jahrhundert     | Baugeschichtlich von Bedeutung, ortsbildprägende Lage gegenüber der Klosterruine zum Hl. Kreuz                                                                                          | 09265772 |

### Korbitz
| Bild           | Bezeichnung                                    | Lage                       | Datierung                         | Beschreibung | ID       |
| -------------- | ---------------------------------------------- | -------------------------- | --------------------------------- | --- | -------- |
| Weitere Bilder | Afraner-Kreuz: Eisen-Gedenkkreuz auf Sockel    | (Flurstück 82/1) (Karte)   | Bezeichnet mit 1843               | Erinnert an die Stiftung der Fürstenschule St. Afra durch Kurfürst Moritz, geschichtlich bedeutend               | 09305781 |
| Weitere Bilder | Mietshaus in halboffener Bebauung              | Am Mühlgraben 1 (Karte)    | Ende 19. Jahrhundert              | Gründerzeithaus, Klinkerfassade, städtebaulich und baugeschichtlich von Bedeutung                                | 09266006 |
| Weitere Bilder | Mietshaus in geschlossener Bebauung            | Am Mühlgraben 2 (Karte)    | Um 1860                           | Schlichtes Gründerzeitgebäude, städtebaulich von Bedeutung                                                       | 09266005 |
| Weitere Bilder | Mietshaus in halboffener Bebauung              | Am Mühlgraben 3 (Karte)    | Um 1860, später Fassade geglättet | Mit Ladeneinbau, historisierende Putzfassade, städtebaulich von Bedeutung                                        | 09266004 |
| Weitere Bilder | Mietshaus in offener Bebauung                  | Am Mühlgraben 4 (Karte)    | Um 1860                           | Städtebaulich und baugeschichtlich von Bedeutung                                                                 | 09266003 |
| Weitere Bilder | Villa Daheim mit Gartenlaube und Einfriedung   | Ossietzkystraße 61 (Karte) | Anfang 20. Jahrhundert            | Baugeschichtlich von Bedeutung                                                                                   | 09266008 |
| Weitere Bilder | Mietshaus in geschlossener Bebauung konzipiert | Ossietzkystraße 62 (Karte) | Ende 19. Jahrhundert              | Städtebaulich und baugeschichtlich von Bedeutung, ein Gründerzeithaus, Klinkerfassade, mit Laden                 | 09266007 |
|                | Weingehöft, Haupthaus mit Seitengebäude        | Rauhentalstraße 70 (Karte) | Um 1850                           | Städtebaulich und baugeschichtlich von Bedeutung                                                                 | 09265922 |
|                | Villa                                          | Rauhentalstraße 78 (Karte) | Um 1880                           | Städtebaulich und baugeschichtlich von Bedeutung, ein Bau im Schweizerhausstil, Sparrengiebel mit Laubsägearbeit | 09265923 |

### Lercha
| Bild           | Bezeichnung                                               | Lage                       | Datierung                 | Beschreibung | ID       |
| -------------- | --------------------------------------------------------- | -------------------------- | ------------------------- | --- | -------- |
| Weitere Bilder | Bauernhaus und Seitengebäude                              | Bockwener Weg 4 (Karte)    | 1. Hälfte 19. Jahrhundert | Sozialgeschichtlich und baugeschichtlich von Bedeutung, Zeugnis bäuerlicher Lebensweise (Fachwerkbau) | 09266135 |
| Weitere Bilder | Alte Schule von Lercha                                    | Bockwener Weg 18 (Karte)   | Ende 19. Jahrhundert      | Ortsgeschichtlich von Bedeutung, ein Gründerzeitbau (zum Teil Klinkerfassade) | 09266138 |
| Weitere Bilder | Bauernhaus                                                | Dreilindenstraße 5 (Karte) | 2. Hälfte 19. Jahrhundert | Bau- und sozialgeschichtlich von Bedeutung | 09266134 |
| Weitere Bilder | Huttenburg: Ehemalige Villa mit einzeln stehender Kapelle | Huttenburgweg 1 (Karte)    | 1857                      | Baugeschichtlich und ortsgeschichtlich von Bedeutung, stark reduziert, dennoch mit zahlreichen gotisierenden Elementen, wie Sitznischenportal, Vorhalle mit Spitzbögen und Rippengewölben, Wendeltreppe sowie Hutten-Figur, neugotische Kapelle, Architekt Oskar Mothes | 09266221 |

### Meißen (Gemarkung)

#### Altstadt
Die Denkmale der Altstadt sind in zwei gesonderten Listen verzeichnet:
- Liste der Kulturdenkmale in der Altstadt (A–I)
- Liste der Kulturdenkmale in der Altstadt (J–Z)

#### Hintermauer, Rotes Haus, Kynast
| Bild           | Bezeichnung | Lage                                                                              | Datierung | Beschreibung | ID       |
| -------------- | --- | --------------------------------------------------------------------------------- | --- | --- | -------- |
|                | Doppelmietshaus | Am Röhrbrunnen 1, 2 (Karte)                                                       | 1892 | Gründerzeithaus in Hanglage, charakteristischen späthistoristische Wohnbau des ausgehenden 19. Jahrhunderts, baugeschichtlich und stadtentwicklungsgeschichtlich von Bedeutung | 09266076 |
|                | Ziegelwerk Rotes Haus, Hoffmannscher Ringofen mit Schornstein | An der alten Ziegelei 1, 1b (Karte)                                               | Ende 19. Jahrhundert | Ortsgeschichtlich und technikgeschichtlich von Bedeutung, bedeutsames industriegeschichtliches Denkmal | 09266378 |
| Weitere Bilder | Hintermauer (Sachgesamtheit) | Hintermauer 1, 2, 3, 4, 5, 6, 7, 10, 11, 12 (Nossener Straße 1, 7, 8, 10) (Karte) | 2. Hälfte 17. Jahrhundert | Sachgesamtheit Hintermauer mit folgenden Einzeldenkmalen: mehrere Häusleranwesen, teilweise mit Nebengebäuden und Mauerumfriedung, siehe auch Einzeldenkmale 09265678, 09265679, 09265680, 09265681, 09265682, 09265683, 09266298, 09265684, 09265685 (Hintermauer 1, 2, 3, 4, 5, 6, 10, 11, 12) und 09266071, 09301055, 09266077, 09266078 (Nossener Straße 1, 7, 8 und 10) sowie als Sachgesamtheitsteile die Hintermauer 7 und die Freiflächen vor, zwischen und hinter den Häusern und dem anliegenden Straßenraum; Teil eines heute nach Meißen eingemeindeten Dorfes westlich des Stadtzentrums, als einstiges Gärtnerdorf/Gartendorf geschichtlich und stadtentwicklungsgeschichtlich von Bedeutung | 09306835 |
|                | Häusleranwesen mit Nebengebäude im Hof, hinter Nossener Straße 7 gelegen (Einzeldenkmale zu Sachgesamtheit 09306835) | Hintermauer 1 (Karte)                                                             | Bezeichnet mit 1668, im Schwellbalken, unter den Initialen G                                                                      | Einzeldenkmale der Sachgesamtheit Hintermauer; hausgeschichtlich, baugeschichtlich, wissenschaftlich, städtebaulich und ortsgeschichtlich von Bedeutung, ländlicher, straßenbildprägender Fachwerkbau | 09265678 |
|                | Häusleranwesen mit Nebengebäude (Einzeldenkmale zu Sachgesamtheit 09306835) | Hintermauer 2 (Karte)                                                             | 2. Hälfte 17. Jahrhundert, späterer Umbau sekundär bezeichnet (Nebengebäude); 2. Hälfte 18. Jahrhundert (Häusleranwesen)          | Einzeldenkmale der Sachgesamtheit Hintermauer; baugeschichtlich, städtebaulich und ortsgeschichtlich von Bedeutung, ländlicher Fachwerkbau | 09265679 |
|                | Wohnhaus (Einzeldenkmal zu Sachgesamtheit 09306835) | Hintermauer 3 (Karte)                                                             | Bezeichnet mit 1857 | Einzeldenkmal der Sachgesamtheit Hintermauer; einst Häusleranwesen, baugeschichtlich und ortsgeschichtlich von Bedeutung, ländlicher Wohnbau | 09265680 |
|                | Häusleranwesen (Einzeldenkmal zu Sachgesamtheit 09306835) | Hintermauer 4 (Karte)                                                             | 2. Hälfte 18. Jahrhundert | Einzeldenkmal der Sachgesamtheit Hintermauer; baugeschichtlich, städtebaulich und ortsgeschichtlich von Bedeutung, ländlicher Fachwerkbau | 09265681 |
|                | Häusleranwesen (Einzeldenkmal zu Sachgesamtheit 09306835) | Hintermauer 5 (Karte)                                                             | 2. Hälfte 17. / 1. Hälfte 18. Jahrhundert                                                                                         | Einzeldenkmal der Sachgesamtheit Hintermauer; baugeschichtlich, städtebaulich und ortsgeschichtlich von Bedeutung, ländlicher Fachwerkbau | 09265682 |
|                | Häusleranwesen (Einzeldenkmal zu Sachgesamtheit 09306835) | Hintermauer 6 (Karte)                                                             | Bezeichnet mit 1816 | Einzeldenkmal der Sachgesamtheit Hintermauer; baugeschichtlich, städtebaulich und ortsgeschichtlich von Bedeutung, ländlicher Wohnbau mit verputztem Fachwerkobergeschoss | 09265683 |
|                | Häusleranwesen (Einzeldenkmal zu Sachgesamtheit 09306835) | Hintermauer 10 (Karte)                                                            | 1. Hälfte 18. Jahrhundert | Einzeldenkmal der Sachgesamtheit Hintermauer; baugeschichtlich, städtebaulich und ortsgeschichtlich von Bedeutung, ländlicher Fachwerkbau | 09266298 |
|                | Häusleranwesen mit Mauerumfriedung (Einzeldenkmale zu Sachgesamtheit 09306835) | Hintermauer 11 (Karte)                                                            | Bezeichnet mit 1842 | Einzeldenkmale der Sachgesamtheit Hintermauer; baugeschichtlich, städtebaulich und ortsgeschichtlich von Bedeutung, ländlicher Fachwerkbau | 09265684 |
|                | Häusleranwesen mit Nebengebäude (Einzeldenkmale zu Sachgesamtheit 09306835) | Hintermauer 12 (Karte)                                                            | 2. Hälfte 17. / 1. Hälfte 18. Jahrhundert                                                                                         | Einzeldenkmale der Sachgesamtheit Hintermauer; baugeschichtlich, städtebaulich und ortsgeschichtlich von Bedeutung, ländlicher Fachwerkbau | 09265685 |
|                | Wohnhaus in offener Bebauung, mit parkähnlichem Garten | Jüdenbergstraße 5 (Karte)                                                         | Nach 1905 | Stadtentwicklungsgeschichtlich, städtebaulich und baugeschichtlich von Bedeutung, ein Bau im Reformstil der Zeit nach 1910 | 09266069 |
|                | Wohnhaus in offener Bebauung, mit Stützmauer und Einfriedung | Jüdenbergstraße 9 (Karte)                                                         | Bezeichnet mit 1913 | Künstlerisch, städtebaulich und baugeschichtlich von Bedeutung, ein Bau im Reformstil bzw. der versachlichten Architektur der Zeit nach 1910. Bei der Jüdenbergstraße 9 handelt es sich um einen gegen 1910 typischen versachlichten Wohnbau mit repräsentativer Kubatur, dessen Fassaden gemäß dem Zeitgeist nur von wenigen, aber akzentuierenden Schmuckelementen belebt werden. Im Gegensatz zum bis dahin vorherrschenden Stil des Historismus stand spätestens seit der Zeit kurz vor dem Ersten Weltkrieg mehr die Zweckmäßigkeit eines Gebäudes als dessen Schauwert im Vordergrund. Somit ist das hier zu beurteilende Objekt zum Aufzeigen der Entwicklung der Architektur Anfang des 20. Jahrhunderts geeignet, was seinen baugeschichtlichen Wert begründet. Das öffentliche Erhaltungsinteresse ergibt sich aus dem Umstand, dass vergleichbare Bauten von den Fachkollegen in den anderen Bundesländern als Denkmale behandelt werden, wie Vergleiche mit dort erschienenen Denkmaltopographien belegen. | 09266068 |
| Weitere Bilder | Drei Doppelhäuser einer Wohnanlage, mit Einfriedung | Jüdenbergstraße 40, 41, 42, 43, 44, 45 (Karte)                                    | Um 1925 | Ortsgeschichtlich und baugeschichtlich von Bedeutung, eine Wohnanlage der Post, bedeutende Heimatstilbauten in ausgewogener Gestaltung | 09266067 |
| Weitere Bilder | Wasserwerk der Meißner Felsenkeller-Brauerei (überwiegend unterirdische Anlage) | Kynastweg (Karte)                                                                 | Bezeichnet mit 1898 | Ortsgeschichtlich und technikhistorisch von Bedeutung, im Stil der Neogotik | 09266126 |
|                | Wohnhaus/Häusleranwesen (Einzeldenkmal zu Sachgesamtheit 09306835) | Nossener Straße 1 (Karte)                                                         | Um 1705 | Einzeldenkmal der Sachgesamtheit Hintermauer; Kopfbau mit Am Lommatzscher Tor, städtebaulich, sozialgeschichtlich und baugeschichtlich von Bedeutung, zum Teil ein verputzter Fachwerkbau. | 09266071 |
|                | Häusleranwesen (Einzeldenkmal zu Sachgesamtheit 09306835) | Nossener Straße 7 (Karte)                                                         | Um 1800 | Einzeldenkmal der Sachgesamtheit Hintermauer; städtebaulich, baugeschichtlich und sozialgeschichtlich von Bedeutung, ein Fachwerkbau (zum Teil verschiefert), ortsbildprägende Lage nahe der Straße Hintermauer | 09301055 |
|                | Häusleranwesen mit Einfriedung (Einzeldenkmale zu Sachgesamtheit 09306835) | Nossener Straße 8 (Karte)                                                         | 1. Hälfte 19. Jahrhundert, im Kern älter                                                                                          | Einzeldenkmale der Sachgesamtheit Hintermauer; Bau besteht aus drei Teilen, baugeschichtlich und sozialgeschichtlich von Bedeutung, ortsbildprägende Lage gegenüber von Nossener Straße 7 | 09266077 |
|                | Wohnhaus (Einzeldenkmal zu Sachgesamtheit 09306835) | Nossener Straße 10 (Karte)                                                        | Bezeichnet mit 1851 | Einzeldenkmal der Sachgesamtheit Hintermauer; städtebaulich und baugeschichtlich von Bedeutung | 09266078 |
|                | Wohnhaus in halboffener Bebauung | Nossener Straße 11 (Karte)                                                        | 2. Hälfte 19. Jahrhundert | Städtebaulich und baugeschichtlich von Bedeutung | 09266079 |
|                | Wohnhaus, dazu ein unterirdischer Gang von 30 Meter Länge zum Stadtfriedhof | Nossener Straße 23 (Karte)                                                        | Bezeichnet mit 1839 | Ländlicher Wohnbau, ortshistorisch und baugeschichtlich von Bedeutung | 09265121 |
|                | Ehemaliges Gasthaus | Nossener Straße 24 (Karte)                                                        | Ende 18. Jahrhundert | Ortsgeschichtlich, städtebaulich und baugeschichtlich von Bedeutung (Obergeschoss verputztes Fachwerk) | 09266082 |
|                | Stadtfriedhof Meißen (Sachgesamtheit) | Nossener Straße 36, 38 (Karte)                                                    | Ab 1873 | Sachgesamtheit Stadtfriedhof Meißen (auch Frauenkirchfriedhof), mit den Einzeldenkmalen: Kapelle, Haus der Friedhofsverwaltung (Nossener Straße 36) mit Einfriedungsmauer zur Straße, Krematorium mit Leichenhalle (Nossener Straße 38) sowie mehrere Grabmale (siehe 09266065), weiterhin den Sachgesamtheitsteilen: gärtnerisch gestaltete Friedhofsanlage (Gartendenkmal); künstlerisch, landschaftsgestaltend-gartenkünstlerisch, baugeschichtlich, ortsgeschichtlich, kunstgeschichtlich und technikgeschichtlich von Bedeutung, die Kapelle ein Historismusbau im neoromanischen Stil, bedeutende Krematoriumsanlage im Stil des Neuen Bauens der 1920er Jahre mit Skulpturenschmuck, auf dem Friedhof mehrere künstlerisch wertvolle Grabmale | 09301218 |
|                | Kapelle, Haus der Friedhofsverwaltung (Nr. 36) mit Einfriedungsmauer zur Straße, Krematorium mit Leichenhalle (Nr. 38), Kriegerdenkmal für die Gefallenen des Ersten Weltkrieges und mehrere Grabmale, darunter das Erbbegräbnis Biesolt und ein Obelisk für 15 Explosionsopfer vom 9. Februar 1875 (Einzeldenkmale zu Sachgesamtheit 09301218) | Nossener Straße 36, 38 (Karte)                                                    | Ab 1873 (Friedhof); um 1870 (Friedhofskapelle); Anfang 20. Jahrhundert (Verwaltung); nach 1900 (Leichenhalle); 1933 (Krematorium) | Einzeldenkmale der Sachgesamtheit Stadtfriedhof Meißen; künstlerisch, baugeschichtlich, ortsgeschichtlich, kunstgeschichtlich und technikgeschichtlich von Bedeutung, die Kapelle ein Historismusbau im neoromanischen Stil, bedeutende Krematoriumsanlage im Stil des Neuen Bauens der 1920er Jahre mit Skulpturenschmuck, auf dem Friedhof mehrere künstlerisch wertvolle Grabmale | 09266065 |
| Weitere Bilder | Mietshaus, in halboffener Bebauung | Nossener Straße 45 (Karte)                                                        | Um 1902 | Baugeschichtlich von Bedeutung, anspruchsvolle Fassade mit historisierenden und Jugendstil-Elementen | 09265168 |
| Weitere Bilder | Villa mit Einfriedung | Schreberstraße 19 (Karte)                                                         | 1920er Jahre | Beispiel der Reformarchitektur von 1900 bis in die 1920er Jahre, schlichter Bau mit wenigen Gliederungselementen, baugeschichtlich von Bedeutung | 09266064 |
|                | Turnhalle mit Anbau und Gedenktafel (Jahnhalle) | Schreberstraße 37 (Karte)                                                         | 1894–1895 | Innen markante tonnengewölbte Decke, seitliche Galerien und Büste von Turnvater Jahn, bemerkenswerter Sportbau um 1900 mit originaler Ausstattung, darunter die Geländer der beiden Galerien, Jugendstilputz am Außenbau noch anschaulich (Rückseite), bau- und ortsgeschichtlich von Bedeutung | 09266063 |

#### Neudörfchen
| Bild                                    | Bezeichnung                                                          | Lage                                 | Datierung                                                                     | Beschreibung | ID       |
| --------------------------------------- | -------------------------------------------------------------------- | ------------------------------------ | ----------------------------------------------------------------------------- | --- | -------- |
| Weitere Bilder                          | Wohnhaus                                                             | Poetenweg 4 (Karte)                  | 2. Hälfte 19. Jahrhundert                                                     | Sozial- und baugeschichtlich von Bedeutung, ein ländlicher Fachwerkbau | 09266191 |
| Weitere Bilder                          | Villa mit Einfriedung                                                | Poetenweg 7 (Karte)                  | Um 1900                                                                       | Baugeschichtlich von Bedeutung, ein Gründerzeitbau mit Anklängen an den Schweizer Stil | 09266192 |
| Direkt Bild zu diesem Denkmal hochladen | Wohnhaus mit Einfriedung                                             | Siebeneichener Straße 18 (Karte)     | 1. Hälfte 19. Jahrhundert, umgebaut und erweitert Anfang des 20. Jahrhunderts | Städtebaulich und baugeschichtlich von Bedeutung, Teil der ortsbildprägenden Uferbebauung an der Elbe, ein ländlicher Wohnbau | 09266198 |
| Direkt Bild zu diesem Denkmal hochladen | Mietvilla mit Stützmauer, in Hanglage                                | Siebeneichener Straße 19 (Karte)     | Ende 19. Jahrhundert                                                          | Städtebaulich und baugeschichtlich von Bedeutung, ein Gründerzeithaus (mit Zierfachwerkgiebel), Teil der ortsbildprägenden Uferbebauung an der Elbe | 09266197 |
| Direkt Bild zu diesem Denkmal hochladen | Mietvilla mit Stützmauer und Einfriedung, in Hanglage                | Siebeneichener Straße 20 (Karte)     | Ende 19. Jahrhundert                                                          | Städtebaulich und baugeschichtlich von Bedeutung, ein Gründerzeithaus (mit Volutengiebeln und Loggia), Teil der ortsbildprägenden Uferbebauung an der Elbe | 09266196 |
| Direkt Bild zu diesem Denkmal hochladen | Mietvilla mit Stützmauer und originalem Gartentor                    | Siebeneichener Straße 22 (Karte)     | Ende 19. Jahrhundert                                                          | Städtebaulich und baugeschichtlich von Bedeutung, ein Gründerzeithaus (mit Turm, Giebel und Holzveranda), Teil der ortsbildprägenden Uferbebauung an der Elbe | 09266195 |
| Weitere Bilder                          | Villa mit Einfriedung und Stützmauer                                 | Siebeneichener Straße 25 (Karte)     | Ende 19. Jahrhundert                                                          | Städtebaulich und baugeschichtlich von Bedeutung, ein Gründerzeithaus mit Anklängen an den Schweizerstil, Teil der ortsbildprägenden Uferbebauung an der Elbe | 09266194 |
| Weitere Bilder                          | Mietvilla mit Einfriedung und Stützmauer                             | Siebeneichener Straße 27 (Karte)     | Ende 19. Jahrhundert                                                          | Städtebaulich und baugeschichtlich von Bedeutung, ein Gründerzeithaus (der Giebel mit Obelisken und der Balkon mit Ziergitter), Teil der ortsbildprägenden Uferbebauung an der Elbe | 09266193 |
| Weitere Bilder                          | Wohnhaus mit Einfriedung und Nebengebäude                            | Siebeneichener Straße 29 (Karte)     | Bezeichnet mit 1806, umgebaut um 1850                                         | Städtebaulich, sozialgeschichtlich und baugeschichtlich von Bedeutung, ein ländlicher Wohnbau, Teil der ortsbildprägenden Uferbebauung an der Elbe | 09266190 |
| Direkt Bild zu diesem Denkmal hochladen | Zweiseithof (Hakenhof), mit Wohnhaus und Seitengebäude               | Siebeneichener Straße 36 (Karte)     | 1. Hälfte 19. Jahrhundert                                                     | Sozialgeschichtlich und baugeschichtlich von Bedeutung, Fachwerkbauten | 09266189 |
| Direkt Bild zu diesem Denkmal hochladen | Bootshaus Walter Brendel                                             | Siebeneichener Straße 39 (Karte)     | 1. Hälfte 20. Jahrhundert                                                     | Städtebaulich, ortsgeschichtlich und baugeschichtlich von Bedeutung, ein Bau im Heimatstil, Teil der ortsbildprägenden Uferbebauung an der Elbe | 09266187 |
| Direkt Bild zu diesem Denkmal hochladen | Doppelvilla mit Einfriedung (Haus Wobst-Zorn)                        | Siebeneichener Straße 47, 48 (Karte) | 1928                                                                          | Gestalterisch markanter Wohnbau um 1930, belebt durch Anbauten, bemerkenswert die alten Sprossenfenster mit gedrehten Säulchen, im Inneren gestalterisch anspruchsvolle Ausstattung, baugeschichtlich und künstlerisch bedeutend. Die Doppelvilla entstand 1928 in den zeittypischen Formen und Materialien, die auch heute noch weitgehend erhalten und gut ablesbar sind. Der flachgestreckte, zweigeschossige, kubische Bau mit Walmdach erhebt sich über dem seiner Zeit weit verbreiteten Natursteinsockel, wobei durch die Verwendung von rotem Granit für das Bruchsteinmauerwerk, das in gleicher Weise für die Einfriedung ausgeführt wurde, regionale Bezüge hergestellt wurden. Weitere zeittypische Elemente sind in der Bossierung zwischen den Fenstern, den kunststeingefassten Rundbogentüren, den Fensterbänken aus gleichem Material und der Hechtgaube sowie den aus der Fassade vorspringenden Bauteilen bzw. Altanen. Die besondere gestalterische Qualität des Gebäudes zeigt sich unter anderem in dem bewussten Bruch der Symmetrie durch unterschiedlich ausgeformte Altane, durch die konkav geschwungenen Gaubenwangen und an der sorgfältigen Ausformung aller Details auch im Inneren des Gebäudes. Zu erwähnen sind zum Beispiel die spiralförmige Außenlampe an der hinteren Hausecke, die Y-artig ausgeführte Vergitterung des Kellerfensters, das feingliedrige, noble Geländer im Treppenhaus, die gedrehten Säulchen im Fensterpfosten. Diese gestalterischen Besonderheiten sprechen das ästhetische Empfinden des Betrachters in gesteigertem Maße an und verleihen dem Gebäude so einen künstlerischen Wert. Darüber hinaus kommt dem Bau als bedeutendes Werk aus seiner Entstehungszeit und als Bestandteil des Œuvres des lokal bedeutenden Architekten Arno Keil baugeschichtliche Bedeutung zu. | 09302562 |
| Direkt Bild zu diesem Denkmal hochladen | Wohnhaus in offener Bebauung, mit Garage und Einfriedung             | Siebeneichener Straße 49 (Karte)     | 1927                                                                          | Gestalterisch hervorgehobener Wohnbau um 1930 in traditionellen Formen mit Walmdach und sparsam, aber akzentuierend eingesetzten Gestaltungselementen, insbesondere Brunnenplastik an Vorderseite, baugeschichtlich und künstlerisch bedeutend | 09302563 |
| Direkt Bild zu diesem Denkmal hochladen | Wohnhaus                                                             | Siebeneichener Straße 55 (Karte)     | Anfang 20. Jahrhundert                                                        | Baugeschichtlich von Bedeutung, ein Bau im Heimatstil mit markanten Dachhäusern | 09266184 |
| Direkt Bild zu diesem Denkmal hochladen | Mietvilla mit Einfriedung                                            | Siebeneichener Straße 56 (Karte)     | 1890er Jahre                                                                  | Künstlerisch und baugeschichtlich von Bedeutung, ein Gründerzeitbau (Klinkerfassaden mit Volutengiebeln und Eckerker) im Stil der deutschen Neurenaissance | 09266183 |
|                                         | Wasserwerk                                                           | Siebeneichener Straße 60 (Karte)     | Im Meißner Stadtwappen bezeichnet mit 1893                                    | Künstlerisch, ortsgeschichtlich, technikgeschichtlich und baugeschichtlich von Bedeutung | 09266181 |
| Weitere Bilder                          | Forsthaus mit Stallanbau (Einzeldenkmal der Sachgesamtheit 09301118) | Siebeneichener Straße 62 (Karte)     | 17. Jahrhundert (Spolien); um 1800 (Forsthaus)                                | Einzeldenkmal der Sachgesamtheit Rittergut Siebeneichen; Forsthaus des Rittergutes Siebeneichen (eines bedeutsamen Landsitzes der bekannten Meißner Adelsfamilie von Miltitz), Komplex bau-, landes- und ortsgeschichtlich, künstlerisch, städtebaulich und landschaftsgestaltend bedeutend, Forsthaus ein Renaissancebau mit Sitznischenportal und Vorhangbogenfenstern | 09266182 |

#### Plossen
| Bild           | Bezeichnung | Lage                                           | Datierung                                                                                      | Beschreibung | ID       |
| -------------- | --- | ---------------------------------------------- | ---------------------------------------------------------------------------------------------- | --- | -------- |
| Weitere Bilder | Wohnhaus in offener Bebauung, mit Garage und Einfriedung | Am Breitenberg 3 (Karte)                       | 1930er Jahre                                                                                   | Künstlerisch und baugeschichtlich von Bedeutung, ein markanter Bau im Heimatstil | 09266101 |
|                | Villa mit Einfriedung | Dr.-Donner-Straße 2 (Karte)                    | 1910er Jahre                                                                                   | Baugeschichtlich von Bedeutung, ein Bau im Reformstil nach 1900 | 09266098 |
|                | Mietvilla mit Einfriedung | Dr.-Donner-Straße 3 (Karte)                    | Um 1900                                                                                        | Baugeschichtlich von Bedeutung, ein Haus im Stil des Späthistorismus (mit Fachwerkgiebel) | 09266096 |
|                | Villa mit Einfriedung und Toranlage sowie Garten | Dr.-Donner-Straße 4 (Karte)                    | 1896                                                                                           | Ein Gebäude im Stil des Späthistorismus (mit Gesprengegiebel), Anlage bauhistorisch, stadtentwicklungsgeschichtlich und städtebaulich von Bedeutung | 09266097 |
| Weitere Bilder | Wohnhaus in offener Bebauung mit Einfriedung | Goldgrund 6 (Karte)                            | Um 1910                                                                                        | Baugeschichtlich von Bedeutung, im Reformstil der Zeit um 1910 | 09266213 |
| Weitere Bilder | Wohnhaus mit Seitengebäude eines ehemaligen Weingutes | Goldgrund 7 (Karte)                            | Bezeichnet mit 1731 und 1840                                                                   | Ortsgeschichtlich, künstlerisch und baugeschichtlich von Bedeutung, im Innern zwei hervorragende barocke Steintreppen erhalten | 09265588 |
| Weitere Bilder | Villa mit Nebengebäude und Einfriedung | Kapellenweg 1 (Karte)                          | 1893                                                                                           | Ortshistorisch, künstlerisch, städtebaulich und baugeschichtlich von Bedeutung, repräsentative Gründerzeitvilla mit Ziegelsteinfassaden und Sandsteingliederung | 09266087 |
| Weitere Bilder | Martinskapelle und Friedhof St. Martini (Sachgesamtheit) | Kapellenweg 5 (neben) (Karte)                  | Mitte 12. Jahrhundert, später überformt                                                        | Sachgesamtheit Martinskapelle und Friedhof St. Martini (auch Martinsfriedhof), mit den Einzeldenkmalen: Martinskapelle auf dem Plossenberg (heute Begräbniskirche) und einigen Grabmalen bzw. Grabanlagen, Friedhofsportal und Einfriedungsmauer (siehe 09301241) sowie der Friedhofsanlage als Sachgesamtheitsteil; städtebaulich, landschaftsgestaltend, baugeschichtlich und künstlerisch von Bedeutung, die Kirche romanischen Ursprungs | 09266090 |
| Weitere Bilder | Martinskapelle auf dem Plossenberg (heute Begräbniskirche) und einige Grabmale bzw. Grabanlagen, Friedhofsportal und Einfriedungsmauer (Einzeldenkmale der Sachgesamtheit 09266090) | Kapellenweg 5 (neben) (Karte)                  | Mitte 12. Jahrhundert, später überformt (Kapelle); 1874/1914 (Grabanlage); 1912/1950 (Grabmal) | Einzeldenkmale der Sachgesamtheit Martinskapelle und Friedhof St. Martini; städtebaulich, landschaftsgestaltend, baugeschichtlich und künstlerisch von Bedeutung, die Kirche romanischen Ursprungs | 09301241 |
| Weitere Bilder | Villa mit Garten, Einfriedung und Toranlage | Kapellenweg 8 (Karte)                          | Nach 1900                                                                                      | Repräsentativer historisierender Bau mit aufwendigen Ziegel- und Sandsteinfassaden, Belebung durch Stufengiebel und Eckturm, reiche Ornamentik mit Jugendstilanklängen, Interieur beachtenswert, ortshistorisch, künstlerisch, städtebaulich und baugeschichtlich von Bedeutung | 09266089 |
|                | Mietvilla | Kapellenweg 9 (Karte)                          | Um 1890                                                                                        | Städtebaulich und baugeschichtlich von Bedeutung, Gründerzeitvilla (Putzfassade mit Klinkergliederung) | 09266088 |
| Weitere Bilder | Mietvilla | Kapellenweg 11 (Karte)                         | Nach 1905                                                                                      | Städtebaulich und baugeschichtlich von Bedeutung, repräsentative Gründerzeitvilla im Stil des Späthistorismus (Holzveranda und Zierfachwerkgiebel, teilweise verschiefert) | 09266086 |
|                | Villa mit Toreinfahrt | Marienhofstraße 2 (Karte)                      | Um 1900                                                                                        | Ortshistorisch, künstlerisch, städtebaulich und baugeschichtlich von Bedeutung, eine Villa im Stil der deutschen Neurenaissance | 09266091 |
|                | Villa mit Gartenterrasse einschließlich Treppe, Pflasterung der Zufahrt, Pavillon und Brunnen im Garten sowie Einfriedung                                                           | Marienhofstraße 3 (Karte)                      | Bezeichnet mit 1899 (Fabrikantenvilla); 1905 (Gartenpavillon); um 1910 (Brunnen)               | Späthistoristische Villa mit Klinkerfassade, Anklänge an Neogotik und Neorenaissance, ortshistorisch, künstlerisch, städtebaulich und baugeschichtlich von Bedeutung | 09266093 |
|                | Wohnhaus (vermutlich eines ehemaligen Weingutes) in offener Bebauung, bestehend aus zwei Gebäudeflügeln, sowie Toreinfahrt zum Grundstück                                           | Marienhofstraße 5, 6 (Karte)                   | Ende 18. Jahrhundert, später überformt                                                         | Ortshistorisch, städtebaulich und baugeschichtlich von Bedeutung, herrenhausartiges Wohnhaus, straßenbildprägender Turmanbau | 09266299 |
|                | Mietvilla mit Einfriedung | Marienhofstraße 7 (Karte)                      | Um 1915                                                                                        | Städtebaulich und baugeschichtlich von Bedeutung, landhausartiges Wohnhaus, ein Bau im Reformstil nach 1910 | 09300986 |
|                | Villa mit Einfriedung, Stützmauer zum Poetenweg und Villengarten | Marienhofstraße 8 (Karte)                      | 1895–1896, bezeichnet mit 1896 (in Wetterfahne)                                                | Repräsentatives spätgründerzeitliches Anwesen, Villa mit historisierender Fassade (zum Teil in Fachwerk) und großen Teilen des ursprünglichen Interieurs (zum Beispiel bleiverglaste Fenster im Treppenhaus), ortshistorisch, künstlerisch sowie bau- und stadtentwicklungsgeschichtlich bedeutend | 09266095 |
|                | Villa mit Einfriedung | Marienhofstraße 12 (Karte)                     | Um 1900                                                                                        | Ortshistorisch, künstlerisch, städtebaulich und baugeschichtlich von Bedeutung, eine Villa im späthistoristischen Stil (Dachgeschoss Fachwerk, fassadenbildprägende massive Veranda) | 09266094 |
|                | Gartenhaus mit Remise (ursprünglich zugehörig zur Villa Kapellenweg 8) | Marienhofstraße 15 (Karte)                     | Um 1900                                                                                        | Städtebaulich und baugeschichtlich von Bedeutung, ein Gründerzeitbau (Klinkerfassade mit Fachwerk) | 09266092 |
|                | Villa mit Treppe, Weinberg, Park, Gartenhaus/Atelierhaus und Einfriedung sowie historischen Gittern im Park                                                                         | Plossenweg 4 (Karte)                           | Um 1850 (Villa); Ende 19. Jahrhundert (Atelier)                                                | Städtebaulich, ortsgeschichtlich und baugeschichtlich von Bedeutung, ein noch klassizistisch anmutender Bau des frühen Historismus, das Gartenhaus/Atelierhaus des Meißner Malers Rudolf Kanka in Fachwerkbauweise | 09265532 |
|                | Wohnhaus in halboffener Bebauung | Plossenweg 5 (Karte)                           | 1. Hälfte 19. Jahrhundert                                                                      | Städtebaulich und baugeschichtlich von Bedeutung | 09265534 |
|                | Wohnhaus in halboffener Bebauung | Plossenweg 6 (Karte)                           | 1. Hälfte 19. Jahrhundert                                                                      | Städtebaulich und baugeschichtlich von Bedeutung | 09265533 |
|                | Ausflugsgaststätte „Waldschlösschen“ mit parkähnlichem Garten (ehemals Stadtpark genannt), im Park eine weibliche Statue                                                            | Wilsdruffer Straße 1 (Karte)                   | 1894                                                                                           | Ortshistorisch und baugeschichtlich von Bedeutung, ein Gründerzeitbau mit markantem Turm und Fachwerkobergeschoss | 09266220 |
| Weitere Bilder | Villa mit Einfriedung (Zugang zur Villa über die Lämmerstufen) | Wilsdruffer Straße 4 (Karte)                   | Ende 19. Jahrhundert                                                                           | Städtebaulich und baugeschichtlich von Bedeutung, ein Gründerzeitbau | 09266219 |
|                | Villa mit Einfriedung (Mauer, Torbogen, Tor) und Gartenhaus (mit Remise) | Wilsdruffer Straße 12 (Karte)                  | Am Torbogen der Einfriedung bezeichnet mit 1902                                                | Städtebaulich und baugeschichtlich von Bedeutung, ein später Gründerzeitbau | 09266100 |
|                | Land- und Atelierhaus sowie umgebender Garten | Wilsdruffer Straße 24 (Karte)                  | 1900                                                                                           | Orts- und baugeschichtlich von Bedeutung, spätgründerzeitliche Villa, Wohnhaus des akademischen Malers Richard Blum | 09265886 |
| Weitere Bilder | Landhaus/Genesungsheim (heute Jugendherberge) mit Hofpflaster und Einfriedung (ehemals Dr.-Donner-Stift)                                                                            | Wilsdruffer Straße 28 (Karte)                  | Um 1870                                                                                        | Künstlerisch, baugeschichtlich, ortsgeschichtlich und personengeschichtlich von Bedeutung, markante Gebäude im Stil der frühen Neugotik | 09266099 |
| Weitere Bilder | Katharinenhof: Wohnhaus (ehemaliger Landsitz eines Begüterten, später Altenpflegeheim) mit Seitengebäude, Toranlage, Einfriedungsmauer und Gutspark                                 | Wilsdruffer Straße 31 (Plossenhöhe 2b) (Karte) | Ehemals bezeichnet mit 1808                                                                    | Ortsgeschichtlich, baugeschichtlich und gartenkünstlerisch von Bedeutung, ein Gründerzeitbau mit älterem Kern | 09266212 |
| Weitere Bilder | Gasthof Plossenschänke | Wilsdruffer Straße 35 (Karte)                  | Bezeichnet mit 1801                                                                            | Ortsgeschichtlich von Bedeutung | 09266215 |

#### Rauhenthal
| Bild | Bezeichnung | Lage                       | Datierung           | Beschreibung | ID       |
| ---- | --- | -------------------------- | ------------------- | --- | -------- |
|      | Gaststätte Schweizerhaus: Gaststättengebäude (zwei Hausteile) mit rückwärtigem hölzernem Anbau, Terrasse und Teilen der Einfriedung | Rauhentalstraße 1 (Karte)  | Um 1870             | Charakteristischer Bau mit Zierfachwerk und weiten Giebelüberständen im Schweizerhausstil, gründerzeitliches massives Wohnhaus mit gut gegliederter Putzfassade, bau- und ortsgeschichtlich bedeutend | 09265901 |
|      | Villa mit Einfriedung | Rauhentalstraße 10 (Karte) | Bezeichnet mit 1904 | Markanter historistischer Bau mit übergiebeltem Risalit, Eckturm und hölzerner, zweigeschossiger Schmuckveranda, zeigt Formen von Neogotik und deutscher Neurenaissance („Altdeutscher Stil“), auch Jugendstilanklänge, städtebaulich, baugeschichtlich und künstlerisch bedeutend. Architekt Adalbert Erlebach. | 09265902 |
|      | Wohnhaus | Rauhentalstraße 15 (Karte) | Bezeichnet mit 1744 | Sozial- und baugeschichtlich von Bedeutung, ländlicher Fachwerkbau | 09265920 |
|      | Mietvilla mit Stützmauer sowie zwei Torpfeiler                                                                                      | Rauhentalstraße 24 (Karte) | Um 1900             | Städtebaulich und baugeschichtlich von Bedeutung, ein Gründerzeitbau mit Anklängen an den Schweizerhausstil | 09265909 |
|      | Mietshaus in offener Bebauung | Rauhentalstraße 27 (Karte) | 1880er Jahre        | Städtebaulich und baugeschichtlich von Bedeutung, ein Gründerzeithaus im Stil der Neurenaissance, straßenbildprägender Giebel | 09265917 |
|      | Mietshaus in offener Bebauung | Rauhentalstraße 29 (Karte) | 1890er Jahre        | Städtebaulich und baugeschichtlich von Bedeutung, ein Gründerzeithaus (Klinkerfassade) im Stil der Neurenaissance, straßenbildprägende Giebel | 09265916 |
|      | Mietshaus in halboffener Bebauung, mit seitlichem Torbogen                                                                          | Rauhentalstraße 30 (Karte) | Um 1915             | Städtebaulich und baugeschichtlich von Bedeutung, ein Bau im Reformstil der Zeit um 1910 | 09265912 |
|      | Ehemaliges Weinbauernhaus und separater Weinbergkeller                                                                              | Rauhentalstraße 50 (Karte) | Bezeichnet mit 1820 | Regionalgeschichtlich und baugeschichtlich von Bedeutung, ein Fachwerkbau | 09265914 |
|      | Einstiges Vettersches Weingut mit Hauptgebäude und zwei Seitengebäuden, Weinkeller und Stützmauer zur Straße                        | Rauhentalstraße 58 (Karte) | 17. Jahrhundert     | Regionalgeschichtlich und baugeschichtlich von Bedeutung, eines der ältesten Weingüter auf den Hängen nahe dem Triebischtal, altertümliche Fachwerkkonstruktion mit Andreaskreuzen und K-Streben | 09265915 |

#### Triebischtal
Die Denkmale des Stadtteils Triebischtal sind in einer gesonderten Liste erfasst.

#### Triebischvorstadt
| Bild           | Bezeichnung | Lage                               | Datierung                                                                        | Beschreibung | ID       |
| -------------- | --- | ---------------------------------- | -------------------------------------------------------------------------------- | --- | -------- |
| Weitere Bilder | Eisenbahnbrücke über die Elbe | (Flurstück 1521/3) (Karte)         | 1866 (Pfeiler); 1928 (Eisenbahnbrücke)                                           | Landschaftsgestaltende Stahlfachwerkbrücke des beginnenden 20. Jahrhunderts mit fünf Naturpfeilern des Vorgängerbauwerks von 1866/68 an der Bahnstrecke Borsdorf–Coswig (6386; sä. BC) am km 95,010, saniert und umgebaut, technikgeschichtlich, verkehrsgeschichtlich und baugeschichtlich von Bedeutung | 09266317 |
|                | Weinbergsanlagen (Gartendenkmal) mit Mauern und Plateaus zwischen der ehemaligen Brauerei an der Görnischen Gasse und dem Grundstück Am Steinberg 11, mit Stützmauer zur Straße, Portal und Kellereingang               | Am Steinberg (Karte)               | Ehemals bezeichnet mit 1762                                                      | Ortsgeschichtlich und städtebaulich von Bedeutung sowie ortsbildprägend | 09266365 |
|                | Mietshaus in halboffener Bebauung mit Mauereinfriedung | Am Steinberg 6 (Karte)             | Um 1880                                                                          | Ein aufwändig gegliederter Gründerzeitbau mit mehrgeschossiger Veranda, städtebaulich und künstlerisch von Bedeutung, ortsbildprägend | 09265603 |
|                | Mietshaus in geschlossener Bebauung | Am Steinberg 7 (Karte)             | Um 1860                                                                          | Städtebaulich und baugeschichtlich von Bedeutung, Gründerzeithaus | 09265602 |
|                | Mietshaus in geschlossener Bebauung | Am Steinberg 8 (Karte)             | Um 1870                                                                          | Städtebaulich und baugeschichtlich von Bedeutung, Gründerzeithaus | 09265601 |
|                | Mietshaus in geschlossener Bebauung | Am Steinberg 9 (Karte)             | Um 1870                                                                          | Baugeschichtlich von Bedeutung, Gründerzeithaus | 09265600 |
|                | Mietshaus in geschlossener Bebauung | Am Steinberg 10 (Karte)            | Um 1870                                                                          | Baugeschichtlich von Bedeutung, Gründerzeithaus | 09265599 |
|                | Mietshaus in halboffener Bebauung | Am Steinberg 11 (Karte)            | Um 1870                                                                          | Baugeschichtlich von Bedeutung, Gründerzeithaus | 09265598 |
|                | Wohnhaus in offener Bebauung, mit seitlicher Stützmauer und Aufgang | Am Steinberg 18 (Karte)            | Um 1800                                                                          | Schlichter Putzbau, baugeschichtlich von Bedeutung, vermutlich ehemaliges Weinberghaus | 09265595 |
|                | Mietshaus in halboffener Bebauung | Fährmannstraße 1 (Karte)           | Bezeichnet mit 1880                                                              | Städtebaulich und baugeschichtlich von Bedeutung, ein Gründerzeithaus | 09265356 |
|                | Mietshaus in geschlossener Bebauung mit Hinterhaus | Fährmannstraße 2 (Karte)           | 1880er Jahre                                                                     | Städtebaulich und baugeschichtlich von Bedeutung, ein Gründerzeithaus | 09265896 |
|                | Mietshaus in geschlossener Bebauung | Fährmannstraße 3 (Karte)           | 1880er Jahre                                                                     | Städtebaulich und baugeschichtlich von Bedeutung, ein Gründerzeithaus | 09265895 |
|                | Mietshaus in geschlossener Bebauung, im Hinterhaus eine 1869 gegründete Kunstschlosserei, davon einige Maschinen als technische Denkmale                                                                                | Fährmannstraße 6, 7 (Karte)        | Ende 19. Jahrhundert                                                             | Städtebaulich und baugeschichtlich von Bedeutung, ein Gründerzeithaus (Klinkerfassade) | 09265355 |
|                | Mietshaus in geschlossener Bebauung mit Hinterhaus | Fährmannstraße 8 (Karte)           | Ende 19. Jahrhundert                                                             | Städtebaulich und baugeschichtlich von Bedeutung, ein Gründerzeithaus (Klinkerfassade) | 09265893 |
|                | Mietshaus in geschlossener Bebauung | Fährmannstraße 15 (Karte)          | Um 1900                                                                          | Städtebaulich und baugeschichtlich von Bedeutung, ein Gründerzeithaus | 09265897 |
|                | Mietshaus in geschlossener Bebauung | Fährmannstraße 17 (Karte)          | Um 1908                                                                          | Städtebaulich und baugeschichtlich von Bedeutung, im Reform- und Jugendstil nach 1900 | 09266361 |
|                | Johannesbrücke über die Triebisch | Hahnemannsplatz (Karte)            | Nach 1860                                                                        | Mit Bezeichnung „J“ (für König Johann) am Geländer, verkehrshistorische und ortsgeschichtliche Bedeutung | 09269158 |
|                | Mietshaus in geschlossener Bebauung und Ecklage, älteres Sitznischenportal im Hof (sekundär verbaut) | Hahnemannsplatz 1 (Karte)          | Bezeichnet mit 1897 (Mietshaus); Sitznischenportal Ende 16. Jahrhundert (Portal) | Städtebaulich und baugeschichtlich von Bedeutung, ortsbildprägendes Gründerzeithaus an der Triebisch, älteres Renaissance-Sitznischenportal im Hof vom Vorgängerbau, mit Laden | 09265386 |
|                | Mietshaus in geschlossener Bebauung und Hinterhaus | Hahnemannsplatz 2 (Karte)          | Um 1880                                                                          | Schmales dreiachsiges Gründerzeitgebäude, mit Ladeneinbau, städtebaulich und baugeschichtlich von Bedeutung | 09265385 |
|                | Mietshaus in geschlossener Bebauung und Hinterhaus | Hahnemannsplatz 5 (Karte)          | Bezeichnet mit 1896                                                              | Städtebaulich und baugeschichtlich von Bedeutung, ein Gründerzeitgebäude (Klinkerfassade), mit Laden | 09265384 |
|                | Wohn- und Geschäftshaus in geschlossener Bebauung | Hahnemannsplatz 6 (Karte)          | Bezeichnet mit 1897                                                              | Bau- und ortsgeschichtlich von Bedeutung (ehemals Fuhrunternehmen) | 09265383 |
|                | Mietshaus in geschlossener Bebauung und Seitenflügel im Hof | Hahnemannsplatz 7 (Karte)          | Um 1890                                                                          | Städtebaulich, künstlerisch und baugeschichtlich von Bedeutung, ein Gründerzeithaus (Klinkerfassade) im Stil der deutschen Neurenaissance, mit Ladeneinbau | 09265382 |
|                | Wohnhaus in geschlossener Bebauung | Hahnemannsplatz 8 (Karte)          | 18. Jahrhundert                                                                  | Stadtentwicklungs-, orts- und baugeschichtlich von Bedeutung, vorgründerzeitliche Bebauung | 09265381 |
|                | Mietshaus in geschlossener Bebauung mit zwei Hinterhäusern | Hahnemannsplatz 9 (Karte)          | Bezeichnet mit 1896                                                              | Städtebaulich und baugeschichtlich von Bedeutung, ein Gründerzeitgebäude (Klinkerfassade), mit Ladeneinbauten | 09265380 |
|                | Mietshaus in geschlossener Bebauung und Ecklage, mit Seitenflügel im Hof | Hahnemannsplatz 10 (Karte)         | Um 1890                                                                          | Städtebaulich und baugeschichtlich von Bedeutung, ein Gründerzeithaus des Späthistorismus, mit Ladeneinbauten | 09265379 |
|                | Wohnhaus (ehemals zwei Wohnhäuser) in einst geschlossener Bebauung | Hahnemannsplatz 12a, 12b (Karte)   | Bezeichnet mit 1767 (Nummer 12 b)                                                | Vorgründerzeitliche Bebauung am Plossenweg gegenüber der Straßenecke Neumarkt/Hahnemannsplatz, städtebaulich und baugeschichtlich von Bedeutung. Das Eckgebäude Nr. 12b zwischen 2001 und 2009 abgebrochen. | 09265525 |
|                | Mietshaus in geschlossener Bebauung mit Hinterhaus | Hahnemannsplatz 15 (Karte)         | Um 1890                                                                          | Städtebaulich und baugeschichtlich von Bedeutung, ein Gründerzeithaus | 09265391 |
|                | Mietshaus in geschlossener Bebauung und Hinterhaus | Hahnemannsplatz 16 (Karte)         | Bezeichnet mit 1898                                                              | Städtebaulich, künstlerisch und ortsbildprägend von Bedeutung,ein Gründerzeitbau (Klinkerfassade) im Stil der deutschen Neurenaissance, mit Ladeneinbauten | 09265390 |
|                | Mietshaus in geschlossener Bebauung mit Seitenflügel im Hof | Hahnemannsplatz 17 (Karte)         | Um 1900                                                                          | Städtebaulich und baugeschichtlich von Bedeutung, ein Gründerzeithaus | 09265389 |
|                | Wohn- und Geschäftshaus (unter zwei Hausnummern) in geschlossener Bebauung und Seitenflügel im Hof | Hahnemannsplatz 18, 19 (Karte)     | Bezeichnet mit 1902                                                              | Städtebaulich, künstlerisch und baugeschichtlich von Bedeutung, ein Bau des Späthistorismus mit Jugendstilanklängen | 09269113 |
|                | Wohnhaus in geschlossener Bebauung mit Seitenflügel im Hof | Hahnemannsplatz 20 (Karte)         | Mitte 19. Jahrhundert                                                            | Stadtentwicklungs-, orts- und baugeschichtlich von Bedeutung, vorgründerzeitliche Bebauung, vermutlich alter Ausspanngasthof | 09265388 |
|                | Wohn- und Geschäftshaus in halboffener Bebauung und Ecklage | Hahnemannsplatz 21 (Karte)         | Um 1905                                                                          | Städtebaulich und baugeschichtlich von Bedeutung, ortsbildprägendes Gründerzeithaus an der Triebisch, ein Bau im Stil der deutschen Neurenaissance mit Jugendstilelementen | 09265387 |
| Weitere Bilder | Gedenkstätte für die Verfolgten des Naziregimes im Käthe-Kollwitz-Park (ehemals König-Albert-Denkmal) | Kerstingstraße (Karte)             | 1957–1958                                                                        | Künstlerisch, ortshistorisch und geschichtlich von Bedeutung, Entwurf: Lea Grundig | 09269129 |
| Weitere Bilder | Albertbrücke über die Triebisch im Verlaufe Kerstingstraße/Neumarkt | Kerstingstraße (Karte)             | 1905                                                                             | Verkehrshistorisch, technikgeschichtlich und künstlerisch von Bedeutung | 09269159 |
|                | Martinsbrücke über die Triebisch im Verlauf der Martinstraße | Martinstraße (Karte)               | Um 1870                                                                          | Ortshistorisch und verkehrshistorisch von Bedeutung | 09269157 |
|                | Mietshaus in geschlossener Bebauung und Ecklage | Martinstraße 1 (Karte)             | Ende 19. Jahrhundert                                                             | Städtebaulich und baugeschichtlich von Bedeutung, ein Gründerzeithaus in straßenbildprägender Lage nahe der Triebisch, mit Ladeneinbau | 09265348 |
|                | Mietshaus in geschlossener Bebauung | Martinstraße 2 (Karte)             | Um 1890                                                                          | Städtebaulich und baugeschichtlich von Bedeutung, ein Gründerzeithaus (Klinkerfassade, ehemals mit straßenbildbestimmenden Balkonen) | 09265349 |
|                | Mietshaus in geschlossener Bebauung | Martinstraße 3 (Karte)             | Um 1905                                                                          | Städtebaulich und baugeschichtlich von Bedeutung, ein Bau im Reformstil nach 1900 (asymmetrische Fassadengestaltung mit geschwungenem Giebel, Erker und Fachwerkelementen) | 09265540 |
|                | Mietshaus in geschlossener Bebauung | Martinstraße 4 (Karte)             | Nach 1900                                                                        | Städtebaulich und baugeschichtlich von Bedeutung, ein Bau im Reformstil nach 1900 (mit Fachwerkelementen und Anklängen an den Jugendstil), mit Ladeneinbau | 09265927 |
|                | Mietshaus in geschlossener Bebauung | Martinstraße 5 (Karte)             | Um 1905                                                                          | Städtebaulich und baugeschichtlich von Bedeutung, ein Bau im Reformstil nach 1900 (mit Jugendstilanklängen) | 09265928 |
|                | Mietshaus in geschlossener Bebauung | Martinstraße 6 (Karte)             | 1910                                                                             | Städtebaulich und baugeschichtlich von Bedeutung, ein Bau im Reformstil nach 1900 (mit Jugendstilanklängen) | 09265350 |
|                | Mietshaus in geschlossener Bebauung und Ecklage (Pendant zu Martinstraße 8) | Martinstraße 7 (Karte)             | Um 1870                                                                          | Städtebaulich und baugeschichtlich von Bedeutung, ein frühes Gründerzeithaus mit Ladeneinbau, straßenbildprägende Balkone an der abgerundeten Ecke | 09265351 |
|                | Mietshaus in geschlossener Bebauung und Ecklage (Pendant zu Martinstraße 7) | Martinstraße 8 (Karte)             | Um 1880                                                                          | Städtebaulich und baugeschichtlich von Bedeutung, ein prachtvolles Gründerzeithaus im Stil der italienischen Neurenaissance, mit Ladeneinbau, straßenbildprägende Balkone an der abgerundeten Ecke | 09265352 |
|                | Wohnhaus in geschlossener Bebauung und Hinterhaus | Martinstraße 11 (Karte)            | Um 1870                                                                          | Städtebaulich und baugeschichtlich von Bedeutung, ein spätklassizistisches Gebäude mit Ladeneinbau | 09265353 |
|                | Wohnhaus (Nr. 12) in geschlossener Bebauung, Seitenflügel zum Hof (Nr. 12a; unmittelbar an der Triebisch) und Hinterhaus (ehemalige Pianoforte-Fabrik)                                                                  | Martinstraße 12, 12a (Karte)       | 1873 (Bauakte)                                                                   | Ortsgeschichtlich, städtebaulich und baugeschichtlich von Bedeutung, ein Gründerzeithaus im frühhistoristischen Stil in straßenbildprägender Lage nahe der Triebisch, mit Ladeneinbau, ehemals eine Klavierfabrik (gegründet 1834), heute Thürmer-Pianoforte-Museum | 09265354 |
|                | Mietshaus in geschlossener Bebauung und Ecklage | Mendestraße 1 (Karte)              | 1880er Jahre                                                                     | Städtebaulich und baugeschichtlich von Bedeutung, ein Gründerzeithaus | 09265810 |
|                | Mietshaus in geschlossener Bebauung und Ecklage | Mendestraße 6 (Karte)              | 2. Hälfte 19. Jahrhundert                                                        | Städtebaulich und baugeschichtlich von Bedeutung, ein Gründerzeithaus | 09265811 |
| Weitere Bilder | Verwaltungsgebäude der ehemaligen Keramikfabrik Carl Teichert (ehemals Meißner Ofen- und Porzellanfabrik vorm. C. Teichert)                                                                                             | Neumarkt 5 (Karte)                 | 1872–1875                                                                        | Künstlerisch, ortsgeschichtlich, städtebaulich und baugeschichtlich von Bedeutung, ein Putzbau mit Keramikgliederungen (unter anderem Kinderfiguren) | 09265419 |
| Weitere Bilder | Wohnhaus in geschlossener Bebauung | Neumarkt 6 (Karte)                 | Um 1800                                                                          | Städtebaulich und baugeschichtlich von Bedeutung, schlichter Barockbau, früher mit Bäckerei-Laden | 09265418 |
| Weitere Bilder | Verwaltungsbau (ursprünglich Amtshauptmannschaft, heute Amtsgericht) | Neumarkt 19 (Karte)                | Laut Angabe 1884                                                                 | Palaisartige dreiflügelige Anlage, künstlerisch, ortsgeschichtlich, städtebaulich und baugeschichtlich von Bedeutung, ein Gründerzeitbau im Stil der Neorenaissance | 09265874 |
|                | Wohnhaus in geschlossener Bebauung | Neumarkt 20 (Karte)                | Bezeichnet mit 1831                                                              | Städtebaulich und baugeschichtlich von Bedeutung | 09265866 |
|                | Wohnhaus in geschlossener Bebauung | Neumarkt 21 (Karte)                | Um 1830                                                                          | Städtebaulich und baugeschichtlich von Bedeutung | 09265867 |
|                | Wohnhaus in halboffener Bebauung | Neumarkt 22 (Karte)                | Um 1830                                                                          | Städtebaulich von Bedeutung | 09265868 |
| Weitere Bilder | Mietshaus in geschlossener Bebauung, Ecklage | Neumarkt 30 (Karte)                | Um 1890                                                                          | Städtebaulich und baugeschichtlich von Bedeutung, ein Gründerzeithaus (Putzfassade mit Klinkergliederung), straßenbildprägender Erker und Giebel, ortsbildprägende Lage an der Triebisch | 09265856 |
| Weitere Bilder | Mietshaus in geschlossener Bebauung, mit Hinterhaus an der Triebisch | Neumarkt 31 (Karte)                | Um 1890                                                                          | Städtebaulich und baugeschichtlich von Bedeutung, ein Gründerzeithaus (Putzfassade mit Klinkerteilen) | 09265857 |
| Weitere Bilder | Mietshaus in geschlossener Bebauung | Neumarkt 32 (Karte)                | Um 1890                                                                          | Städtebaulich und baugeschichtlich von Bedeutung, ein Gründerzeithaus (Putzfassade mit Klinkerteilen), straßenbildprägender Erker | 09265859 |
| Weitere Bilder | Mietshaus in geschlossener Bebauung | Neumarkt 33 (Karte)                | Um 1890                                                                          | Städtebaulich und baugeschichtlich von Bedeutung, ein Gründerzeithaus (Putzfassade mit Klinkerteilen), straßenbildprägender Volutengiebel | 09265860 |
| Weitere Bilder | Mietshaus in geschlossener Bebauung | Neumarkt 34 (Karte)                | Vor 1900                                                                         | Städtebaulich und baugeschichtlich von Bedeutung, ein Gründerzeithaus (Klinkerfassade), mit Laden | 09265861 |
| Weitere Bilder | Mietshaus in geschlossener Bebauung | Neumarkt 35 (Karte)                | Vor 1900                                                                         | Städtebaulich und baugeschichtlich von Bedeutung, ein Gründerzeithaus (Klinkerfassade) | 09265862 |
| Weitere Bilder | Mietshaus in geschlossener Bebauung | Neumarkt 36 (Karte)                | Ende 19. Jahrhundert                                                             | Städtebaulich und baugeschichtlich von Bedeutung, ein Gründerzeithaus (Klinkerfassade), mit Laden | 09265863 |
| Weitere Bilder | Neumarkt-Schule | Neumarkt 51 (Karte)                | 1878/1879                                                                        | Ortsgeschichtlich und baugeschichtlich von Bedeutung, ein Gründerzeitbau | 09265397 |
|                | Mietshaus in geschlossener Bebauung | Neumarkt 56 (Karte)                | Um 1880                                                                          | Städtebaulich und baugeschichtlich von Bedeutung, ein Gründerzeithaus | 09265440 |
|                | Mietshaus in halboffener Bebauung | Neumarkt 57 (Karte)                | Um 1880                                                                          | Städtebaulich und baugeschichtlich von Bedeutung, ein Gründerzeithaus | 09265394 |
|                | Mietshaus in halboffener Bebauung und Ecklage | Neumarkt 59 (Karte)                | Um 1890                                                                          | Geburtsort des Arztes Samuel Hahnemann (1755–1843, Begründer der Homöopathie), Hahnemann-Büste an der Eckfassade, ein Gründerzeithaus (Klinkerfassade) mit straßenbildprägendem Eckhelm, in Ecklage Hahnemannsplatz, ortsgeschichtlich, städtebaulich und baugeschichtlich von Bedeutung | 09265378 |
|                | Mietshaus in geschlossener Bebauung | Nicolaisteg 4 (Karte)              | Um 1890                                                                          | Städtebaulich und baugeschichtlich von Bedeutung, ein Gründerzeithaus (Klinkerfassade) | 09265411 |
| Weitere Bilder | Mietshaus in geschlossener Bebauung | Nicolaisteg 6 (Karte)              | Um 1890                                                                          | Städtebaulich und baugeschichtlich von Bedeutung, ein Gründerzeithaus (Klinkerfassade), mit Ladeneinbau | 09265400 |
|                | Wohnhaus in halboffener Bebauung mit Seitenflügel zur Straße und Einfriedung (Hintergebäude von Poststraße 25) | Obergasse 3 (Karte)                | Ehemals bezeichnet mit 1826 (laut Gurlitt)                                       | Städtebaulich und baugeschichtlich von Bedeutung | 09265520 |
|                | Wohnhaus in geschlossener Bebauung (Hintergebäude von Poststraße 24) | Obergasse 4 (Karte)                | Nachbarhaus Nummer 5 bezeichnet mit 1862                                         | Städtebaulich und baugeschichtlich von Bedeutung | 09265519 |
|                | Wohnhaus in geschlossener Bebauung (Hintergebäude von Poststraße 23) | Obergasse 5 (Karte)                | Tafel Hofseite bezeichnet mit 1862                                               | Städtebaulich und baugeschichtlich von Bedeutung | 09265518 |
|                | Wohnhaus mit angrenzendem Lagergebäude (gehörte zur ehemaligen Posthalterei Poststraße 21/22) | Obergasse 6 (Karte)                | 1. Hälfte 19. Jahrhundert                                                        | Städtebaulich, baugeschichtlich und wirtschaftsgeschichtlich von Bedeutung | 09265517 |
|                | Teile eines Wohnhauses, ehemals in geschlossener Bebauung | Obergasse 8 (Karte)                | 1. Hälfte 19. Jahrhundert                                                        | Von städtebaulicher und besonderer baugeschichtlicher Bedeutung, Saalstube mit Wandgliederungen und Konsolsteinen des Renaissance, vermutlich nach der Flut von 1799 in einen Neubau vom Anfang des 19. Jahrhunderts integriert | 09265515 |
|                | Wohnhaus in geschlossener Bebauung mit Hinterhaus | Obergasse 11a (Karte)              | 1. Hälfte 19. Jahrhundert                                                        | Städtebaulich und baugeschichtlich von Bedeutung | 09265523 |
|                | Wohnhaus in geschlossener Bebauung | Obergasse 12 (Karte)               | 1. Hälfte 19. Jahrhundert                                                        | Städtebaulich und baugeschichtlich von Bedeutung, mit Ladeneinbau | 09265522 |
|                | Wohnhaus in Ecklage und ehemals geschlossener Bebauung | Obergasse 13 (Karte)               | Bezeichnet mit 1805                                                              | Städtebaulich und baugeschichtlich von Bedeutung | 09265521 |
|                | Wohnhaus in geschlossener Bebauung | Plossenweg 10 (Karte)              | 2. Hälfte 19. Jahrhundert                                                        | Städtebaulich und baugeschichtlich von Bedeutung | 09265529 |
|                | Mietshaus in geschlossener Bebauung | Plossenweg 11 (Karte)              | Ende 19. Jahrhundert                                                             | Städtebaulich und baugeschichtlich von Bedeutung, ein Gründerzeithaus | 09265528 |
|                | Wohnhaus in geschlossener Bebauung | Plossenweg 12 (Karte)              | Bezeichnet mit 1826                                                              | Städtebaulich und baugeschichtlich von Bedeutung, mit späteren Ladeneinbauten | 09265527 |
|                | Wohnhaus in geschlossener Bebauung | Plossenweg 13 (Karte)              | Um 1860                                                                          | Städtebaulich und baugeschichtlich von Bedeutung, charakteristischer Bau der Mitte des 19. Jahrhunderts (Dreigaupenhaus), mit späteren Ladeneinbauten | 09265526 |
|                | Mietshaus in geschlossener Bebauung und Ecklage | Poststraße 1 (Karte)               | Um 1890                                                                          | Städtebaulich und baugeschichtlich von Bedeutung, ein Gründerzeithaus (Klinkerfassade) im Stil der deutschen Neurenaissance, mit Ladeneinbauten, straßenbildprägender Giebel und ehemals Balkone | 09265377 |
|                | Mietshaus in geschlossener Bebauung (Doppelhaus mit Nr. 6) | Poststraße 5 (Karte)               | Um 1880                                                                          | Städtebaulich und baugeschichtlich von Bedeutung, ein schlichtes Gründerzeithaus | 09265843 |
|                | Mietshaus in geschlossener Bebauung (Doppelhaus mit Nr. 5) | Poststraße 6 (Karte)               | Um 1880                                                                          | Städtebaulich und baugeschichtlich von Bedeutung, ein schlichtes Gründerzeithaus | 09265844 |
|                | Wohnhaus in geschlossener Bebauung | Poststraße 7 (Karte)               | 1. Hälfte 19. Jahrhundert                                                        | Städtebaulich und baugeschichtlich von Bedeutung | 09265371 |
|                | Wohnhaus in halboffener Bebauung | Poststraße 8 (Karte)               | Um 1850                                                                          | Städtebaulich und baugeschichtlich von Bedeutung | 09266277 |
|                | Mietshaus in ehemals geschlossener Bebauung | Poststraße 13 (Karte)              | 2. Hälfte 19. Jahrhundert                                                        | Städtebaulich und baugeschichtlich von Bedeutung, ein Gründerzeithaus mit ausgewogener Fassadengestaltung | 09265373 |
|                | Wohnhaus ursprünglich in geschlossener Bebauung, mit Hinterhaus | Poststraße 15 (Karte)              | 2. Hälfte 19. Jahrhundert                                                        | Städtebaulich und baugeschichtlich von Bedeutung, ein frühes Gründerzeithaus mit späterem Ladeneinbau | 09265925 |
|                | Mietshaus in ehemals geschlossener Bebauung (zeitgleich errichtet mit Poststraße 24) | Poststraße 23 (Karte)              | Ende 19. Jahrhundert                                                             | Städtebaulich und baugeschichtlich von Bedeutung, ein Gründerzeithaus mit straßenbildprägendem Volutengiebel | 09265367 |
|                | Mietshaus in geschlossener Bebauung (zeitgleich errichtet mit Poststraße 23) | Poststraße 24 (Karte)              | Ende 19. Jahrhundert                                                             | Städtebaulich und baugeschichtlich von Bedeutung, ein Gründerzeithaus mit Volutengiebel, mit Ladeneinbau | 09265368 |
|                | Mietshaus in halboffener Bebauung | Poststraße 25 (Karte)              | Ende 19. Jahrhundert                                                             | Städtebaulich und baugeschichtlich von Bedeutung, ein Gründerzeithaus mit straßenbildprägendem Volutengiebel, mit Ladeneinbau | 09265369 |
|                | Postamt und Erweiterungsbau | Poststraße 26 (Karte)              | 1895–1896 (Post); um 1925 (Nebengebäude)                                         | Künstlerisch, städtebaulich, baugeschichtlich und ortsgeschichtlich von Bedeutung, ein Gründerzeitbau (Klinkerfassade) mit Anklängen an den neubarocken Stil (Sandstein-Säulenportal mit Kartusche), der Erweiterungsbau (mit monumentaler Tordurchfahrt) im versachlichten Heimatstil der 1920er Jahre | 09265370 |
|                | Doppelmietshaus in geschlossener Bebauung und Hinterhaus an der Straße Am Steinberg | Rauhentalstraße 2, 4 (Karte)       | Vor 1900                                                                         | Städtebaulich und baugeschichtlich von Bedeutung, ein Gründerzeithaus (Klinkerfassade) mit markantem Treppengiebel und Ladeneinbau | 09265616 |
|                | Mietshaus in geschlossener Bebauung (Doppelmietshaus mit Rauhentalstraße 8) mit Hinterhaus an der Straße Am Steinberg                                                                                                   | Rauhentalstraße 6 (Karte)          | 1890er Jahre                                                                     | Städtebaulich und baugeschichtlich von Bedeutung, ein Gründerzeithaus (Klinkerfassade) | 09265615 |
|                | Mietshaus in geschlossener Bebauung (Doppelhaus mit Rauhentalstraße 6), Ecklage, mit Vorgarten und Einfriedung | Rauhentalstraße 8 (Karte)          | 1890er Jahre                                                                     | Städtebaulich und baugeschichtlich von Bedeutung, ein Gründerzeithaus (Klinkerfassade) und markanter Kopfbau zur Straße Am Steinberg | 09265614 |
|                | Gasthof Goldenes Schiff (zwei Häuser), in Ecklage zur Obergasse | Siebeneichener Straße 2, 3 (Karte) | Keller bezeichnet mit 1668; bezeichnet mit 1725, Überformung 1950er Jahre        | Städtebaulich, ortsgeschichtlich und baugeschichtlich von Bedeutung, Teil der ortsbildprägenden Uferbebauung an der Elbe | 09265524 |
|                | Mietshaus in geschlossener Bebauung, mit Seitenflügel zum Hof | Siebeneichener Straße 5 (Karte)    | Ende 19. Jahrhundert                                                             | Städtebaulich und baugeschichtlich von Bedeutung, repräsentatives Gründerzeithaus, Teil der ortsbildprägenden Uferbebauung an der Elbe. Das etwa um 1890 entstandene Haus ist als weitestgehend original erhaltenes Beispiel der Architektur Ende des 19. Jahrhunderts von baugeschichtlichem Wert. Bei ihm kommt jedoch noch das Kriterium der städtebaulichen bzw. stadtentwicklungsgeschichtlichen Bedeutung hinzu. In exponierter Lage nahe der Elbe verdeutlichen es (anschaulich) die Entwicklung Meißens von einer mittelalterlichen Stadt hin zu einem Ort des Industriezeitalters mit Mietshäusern und Stadtquartieren, die dem stetigen Bevölkerungswachstum gerecht werden mussten. Die Denkmalwürdigkeit des Gebäudes ergibt sich vor allem aus dem exemplarischen Wert für die Architektur des Historismus (in der Spätphase der Gründerzeit) und aus der Tatsache, dass derartige Bauten bundesweit als Denkmale erfasst sind und mittlerweile auch von großen Teilen der Bevölkerung als solche akzeptiert werden. Abgesehen davon sei erwähnt, dass Eigentümer eines vergleichbaren Gründerzeithauses in Halle/Saale mit dem Bundespreis für Handwerk in der Denkmalpflege geehrt wurden (Monumente 11/12 – 2003, S. 68). | 09266209 |
|                | Mietshaus in geschlossener Bebauung | Siebeneichener Straße 6 (Karte)    | Ende 19. Jahrhundert                                                             | Städtebaulich und baugeschichtlich von Bedeutung, repräsentatives Gründerzeithaus (aufwändige Balkonanlage), Teil der ortsbildprägenden Uferbebauung an der Elbe | 09266208 |
|                | Mietshaus in geschlossener Bebauung | Siebeneichener Straße 7 (Karte)    | Ende 19. Jahrhundert, später überformt                                           | Städtebaulich und baugeschichtlich von Bedeutung, ein Gründerzeithaus (Balkon mit Karyatiden), Teil der ortsbildprägenden Uferbebauung an der Elbe | 09266207 |
|                | Mietshaus in geschlossener Bebauung | Siebeneichener Straße 8 (Karte)    | Ende 19. Jahrhundert, später überformt                                           | Städtebaulich und baugeschichtlich von Bedeutung, ein Gründerzeithaus mit neogotischen Anklängen (Treppengiebel), Teil der ortsbildprägenden Uferbebauung an der Elbe | 09266206 |
|                | Mietshaus in geschlossener Bebauung | Siebeneichener Straße 9 (Karte)    | Ende 19. Jahrhundert, später überformt                                           | Städtebaulich und baugeschichtlich von Bedeutung, ein Gründerzeithaus (mit aufwändigem Erker), Teil der ortsbildprägenden Uferbebauung an der Elbe | 09266205 |
|                | Wohnhaus in geschlossener Bebauung | Siebeneichener Straße 11 (Karte)   | 1. Hälfte 19. Jahrhundert, um 1870 überformt                                     | Städtebaulich, sozialgeschichtlich und baugeschichtlich von Bedeutung, ein Fischerhaus, Teil der ortsbildprägenden Uferbebauung an der Elbe | 09266204 |
|                | Wohnhaus in halboffener Bebauung | Siebeneichener Straße 12 (Karte)   | 1827, im Kern älter (Untergeschoss 16. Jahrhundert)                              | Städtebaulich, sozialgeschichtlich und baugeschichtlich von Bedeutung, ein Fischerhaus, Fachwerkbau, Teil der ortsbildprägenden Uferbebauung an der Elbe | 09266203 |
|                | Wohnhaus in halboffener Bebauung | Siebeneichener Straße 13 (Karte)   | 1827, im Kern älter (Untergeschoss 15. Jahrhundert)                              | Städtebaulich, sozialgeschichtlich und baugeschichtlich von Bedeutung, ein Fischerhaus, Obergeschoss Fachwerk, Teil der ortsbildprägenden Uferbebauung an der Elbe | 09266379 |
|                | Wohnhaus in geschlossener Bebauung | Siebeneichener Straße 14 (Karte)   | 1. Hälfte 19. Jahrhundert, im Kern sicher älter                                  | Städtebaulich, sozialgeschichtlich und baugeschichtlich von Bedeutung, das Obergeschoss des einstigen Fischerhauses verputztes Fachwerk, Teil der ortsbildprägenden Uferbebauung an der Elbe | 09266202 |
|                | Wohnhaus in geschlossener Bebauung | Siebeneichener Straße 15 (Karte)   | 1. Hälfte 19. Jahrhundert, Kern vielleicht älter                                 | Städtebaulich, sozialgeschichtlich und baugeschichtlich von Bedeutung, ein Fischerhaus (zum Teil verputztes Fachwerk), Teil der ortsbildprägenden Uferbebauung an der Elbe | 09266201 |
|                | Wohnhaus in halboffener Bebauung | Siebeneichener Straße 16 (Karte)   | Bezeichnet mit 1827                                                              | Städtebaulich, sozialgeschichtlich und baugeschichtlich von Bedeutung, Teil der ortsbildprägenden Uferbebauung an der Elbe, wichtiger Kopfbau der Fischerhauszeile mit Treppenaufgang | 09266200 |
| Weitere Bilder | Torhaus der Geipelburg (das nahe gelegene Gasthaus Geipelburg 1938 abgebrochen), mit Stützmauern | Siebeneichener Straße 17 (Karte)   | 19. Jahrhundert (die Geipelburg 1892 erbaut)                                     | Städtebaulich, ortsgeschichtlich und baugeschichtlich von Bedeutung, Teil der ortsbildprägenden Uferbebauung an der Elbe (neugotische Treppengiebel und Zinnen) | 09266199 |
|                | Mietshaus in halboffener Bebauung, Ecklage, mit Hinterhaus | Stiftsweg 1 (Karte)                | Um 1910                                                                          | Städtebaulich und baugeschichtlich von Bedeutung, ein Heimatstilbau, ortsbildprägende Lage am Beginn der Talstraße | 09265604 |
|                | Wohnhaus in geschlossener Bebauung, Ecklage | Talstraße 1 (Karte)                | Um 1870, Ladeneinbau Ende 19. Jahrhundert                                        | Städtebaulich und baugeschichtlich von Bedeutung, historistische Ladenfront, ortsbildprägende Lage am Beginn der Talstraße, mit Ladeneinbau | 09265829 |
|                | Wohnhaus in halboffener Bebauung, in geschlossener Bebauung konzipiert | Talstraße 87 (Karte)               | Bezeichnet mit 1899                                                              | Ehemals mit Gaststätte, städtebaulich und baugeschichtlich von Bedeutung, ein Gründerzeithaus (Klinkerfassade, Neurenaissancegiebel, Balkon) | 09265613 |
|                | Wohnhaus in halboffener Bebauung | Talstraße 89 (Karte)               | Ende 19. Jahrhundert                                                             | Städtebaulich und baugeschichtlich von Bedeutung, ein Gründerzeithaus mit Ladeneinbau | 09265612 |
|                | Reich-Mühle (Kunstmühlenwerke Heinrich Reich) mit allen Gebäuden (und der Mühlentechnik), dabei das Mühlengebäude an der Straße Am Steinberg, das Wohnhaus an der Talstraße und der frühere Pferdestall (mit Kumthalle) | Talstraße 90 (Karte)               | Bezeichnet mit 1828 (Mühle); 1870er Jahre (Wohnhaus)                             | Städtebaulich und baugeschichtlich, ortsgeschichtlich und technikgeschichtlich von Bedeutung, das Wohnhaus ein Gründerzeitbau, die Mühle mit historischer Mühlentechnik | 09265611 |
|                | Mietshaus in geschlossener Bebauung konzipiert | Talstraße 91 (Karte)               | Um 1890                                                                          | Städtebaulich und baugeschichtlich von Bedeutung, ein Gründerzeithaus (Klinkerfassade) mit straßenbildprägendem Giebel und Ladeneinbau | 09265610 |
|                | Mietshaus in geschlossener Bebauung | Talstraße 93 (Karte)               | Um 1890                                                                          | Städtebaulich und baugeschichtlich von Bedeutung, ein Gründerzeithaus (Klinkerfassade). Das Ende des 19. Jahrhunderts, also während der Spätphase der Gründerzeit, entstandene Mietshaus erscheint als zeittypischer Klinkerbau. Seine historisierende Fassade ist für kleinstädtische Verhältnisse ansprechend gestaltet. Schmuck- und Gliederungselemente, wie farbige Steine, bescheiden hervorgehobenen Fensterrahmungen und zwei Giebel beleben das viergeschossige Gebäude. Flache, strukturierte Putzbänder verleihen dem Erdgeschoss die Schwere eines Sockels. Dieser Gestaltungsaufwand, der durch das Nachahmen früherer Stile gekennzeichnet ist (daher auch der Stilbegriff Historismus) bildete eine wesentliche Facette der Architektur vor 1900. Aus dieser Tatsache ergibt sich die baugeschichtliche Bedeutung des Hauses in Meißen. Das originale Erscheinungsbild der Giebel und Balkone kann ohne größeren Aufwand wieder hergestellt werden. Erwähnenswert ist auch die Vielfalt der keramischen Ausstattung im Innern. Jedes Podest des Treppenhauses zeigt eine andere Gestaltung. Abgesehen davon finden sich wichtige Elemente des Interieurs, wie die aufwendige Hauseingangstür, Wohnungseingangstüren und das Geländer im Treppenhaus. Neben seinem Zeugniswert für die Architektur des ausgehenden 19. Jahrhunderts ist das hier zu beurteilende Objekt auch stadtentwicklungsgeschichtlich von Belang. Es dokumentiert im Zusammenhang der umgebenden Bebauung die Ausdehnung Meißens während des 19. Jahrhunderts bis ins Triebischtal. Das öffentliche Erhaltungsinteresse des Gebäudes ergibt sich vor allem aus dem exemplarischen Wert für die Architektur der Zeit nach 1850 und des Historismus (der Gründerzeit) und aus der Tatsache, dass derartige Bauten bundesweit als Denkmale erfasst sind und mittlerweile auch von großen Teilen der Bevölkerung als solche akzeptiert werden. Abgesehen davon sei erwähnt, dass Eigentümer eines mit der Talstraße 93 vergleichbaren Gründerzeithauses in Halle/Saale mit dem Bundespreis für Handwerk in der Denkmalpflege geehrt wurden (Monumente 11/12 – 2003, S. 68). | 09265609 |
|                | Ehemalige Blechdosenfabrik (Nr. 97 Kontorgebäude) | Talstraße 94, 95, 96, 97 (Karte)   | Nach 1900                                                                        | Ortsgeschichtlich, städtebaulich, industriegeschichtlich und baugeschichtlich von Bedeutung, Bauten der Gründerzeit (zum Teil Klinkerfassade) und des Reformstils der Zeit um 1910 | 09265608 |
|                | Mietshaus in geschlossener Bebauung mit Seitenflügel zum Hof | Talstraße 98 (Karte)               | 1860                                                                             | Städtebaulich und baugeschichtlich von Bedeutung, ein Gründerzeithaus | 09265607 |
|                | Mietshaus in geschlossener Bebauung | Talstraße 99 (Karte)               | Um 1880                                                                          | Städtebaulich und baugeschichtlich von Bedeutung, ein früher Gründerzeitbau mit spätklassizistisch anmutender Fassade, mit Ladeneinbau | 09265606 |
|                | Wohnhaus in offener Bebauung und Ecklage, mit Mauerumfriedung, Hintergebäude und Brunnen im Hof | Uferstraße 4 (Karte)               | 2. Hälfte 19. Jahrhundert                                                        | Städtebaulich und baugeschichtlich von Bedeutung, ein Haus im Stil der frühen Neugotik, nahe der Triebisch gelegen, Teil der ortsbildprägenden Uferbebauung an der Elbe | 09265892 |
|                | Wohnhaus in offener Bebauung, mit Anbauten | Uferstraße 5 (Karte)               | 2. Hälfte 19. Jahrhundert                                                        | Städtebaulich und baugeschichtlich von Bedeutung, Teil der ortsbildprägenden Uferbebauung an der Elbe | 09265898 |
|                | Wohnhaus in halboffener Bebauung | Uferstraße 6 (Karte)               | 1. Hälfte 19. Jahrhundert, im Kern älter (16. Jahrhundert)                       | Städtebaulich und baugeschichtlich von Bedeutung, Teil der ortsbildprägenden Uferbebauung an der Elbe | 09265899 |
|                | Wohnhaus in geschlossener Bebauung | Uferstraße 7 (Karte)               | 18. Jahrhundert                                                                  | Städtebaulich und stadtentwicklungsgeschichtlich von Bedeutung, Teil der ortsbildprägenden Uferbebauung an der Elbe | 09265900 |
|                | Mietshaus in geschlossener Bebauung mit Seitenflügel zum Hof | Uferstraße 8 (Karte)               | 2. Hälfte 19. Jahrhundert                                                        | Städtebaulich und baugeschichtlich von Bedeutung, ein Gründerzeithaus mit repräsentativer Fassade, Teil der ortsbildprägenden Uferbebauung an der Elbe | 09265357 |
|                | Gasthof Zum Goldenen Anker in geschlossener Bebauung, mit zwei Seitenflügeln zum Hof und Hinterhaus | Uferstraße 9 (Karte)               | Bezeichnet mit 1767                                                              | Städtebaulich und baugeschichtlich von Bedeutung, schlichter Barockbau mit schönen geschmiedeten Handwerkszeichen, Teil der ortsbildprägenden Uferbebauung an der Elbe | 09265358 |
|                | Wohnhaus in geschlossener Bebauung | Uferstraße 10 (Karte)              | Bezeichnet mit 1569                                                              | Städtebaulich und baugeschichtlich von Bedeutung, ein (später überformter) Renaissancebau mit aufwändigem Portal, Teil der ortsbildprägenden Uferbebauung an der Elbe | 09265359 |
|                | Wohnhaus in geschlossener Bebauung | Uferstraße 11 (Karte)              | Bezeichnet mit 1845, im Kern älter                                               | Städtebaulich und baugeschichtlich von Bedeutung, Teil der ortsbildprägenden Uferbebauung an der Elbe | 09265360 |
|                | Gasthaus „Zur Seemannsruhe“ in geschlossener Bebauung, mit Seitenflügel zum Hof | Uferstraße 12 (Karte)              | Nachträglich bezeichnet mit 1595                                                 | Städtebaulich und baugeschichtlich von Bedeutung, im Kern ein Renaissancebau, Teil der ortsbildprägenden Uferbebauung an der Elbe | 09265361 |
|                | Wohnhaus in halboffener Bebauung | Uferstraße 13 (Karte)              | 2. Hälfte 19. Jahrhundert                                                        | Städtebaulich und baugeschichtlich von Bedeutung, Teil der ortsbildprägenden Uferbebauung an der Elbe | 09265362 |
|                | Wohnhaus in geschlossener Bebauung | Wettinstraße 2 (Karte)             | Mitte 19. Jahrhundert                                                            | Städtebaulich und baugeschichtlich von Bedeutung | 09265849 |
|                | Wohnhaus in geschlossener Bebauung | Wettinstraße 3 (Karte)             | Mitte 19. Jahrhundert                                                            | Städtebaulich und baugeschichtlich von Bedeutung | 09265850 |
|                | Wohnhaus in geschlossener Bebauung | Wettinstraße 4 (Karte)             | Mitte 19. Jahrhundert                                                            | Mit späterem Ladeneinbau, städtebaulich und baugeschichtlich von Bedeutung | 09265851 |
|                | Wohnhaus in geschlossener Bebauung | Wettinstraße 7 (Karte)             | Um 1860                                                                          | Bau- und stadtentwicklungsgeschichtlich von Bedeutung, charakteristischer Bau der 1860er bis 1870er Jahre (Dreigaupenhaus) | 09265620 |

### Obermeisa
| Bild                                    | Bezeichnung | Lage                               | Datierung | Beschreibung | ID       |
| --------------------------------------- | --- | ---------------------------------- | --- | --- | -------- |
| Direkt Bild zu diesem Denkmal hochladen | Auszugshaus | Alte Straße 3 (Karte)              | 18. Jahrhundert                                                                                                 | Verbretterter Fachwerkbau, sozialgeschichtlich und baugeschichtlich von Bedeutung | 09265651 |
|                                         | Wohnhaus in offener Bebauung | Alte Straße 4 (Karte)              | 1904? (vielleicht Mitte 19. Jahrhundert)                                                                        | Baugeschichtlich, städtebaulich und künstlerisch von Bedeutung, ein Bau der frühen Neugotik | 09266044 |
| Direkt Bild zu diesem Denkmal hochladen | Wohnstallhaus und zweiteiliges Seitengebäude (mit Anbau) eines Bauernhofes (ehemaliger Dreiseithof)                              | Am Lommatzscher Tor 1 (Karte)      | 18. Jahrhundert (Wohnstallhaus); hinterer Teil 1646, vorderer Teil 1735 (Seitengebäude)                         | Städtebaulich, sozialgeschichtlich und baugeschichtlich von Bedeutung, Wohnstallhaus verputzter Fachwerkbau, klassizistische gestalteter Anbau | 09265801 |
| Weitere Bilder                          | Wolfgangskapelle mit Teilen der Ausstattung (zur St.-Afra-Gemeinde gehörig)                                                      | Jahnastraße (Karte)                | 1471–1516 | Ortsgeschichtlich, wissenschaftlich, städtebaulich, baugeschichtlich und künstlerisch von Bedeutung, ein Bau der Spätgotik | 09265796 |
| Direkt Bild zu diesem Denkmal hochladen | Hakenhof, Wohnhaus mit Seitenflügel                                                                                              | Jahnastraße 1 (Karte)              | Ende 18. Jahrhundert / Anfang 19. Jahrhundert                                                                   | Sozialgeschichtlich und baugeschichtlich von Bedeutung, ortsbildprägender verputzter Fachwerkbau | 09265791 |
|                                         | Bauernhof mit Wohnhaus und zwei Seitenflügeln zum Hof                                                                            | Jahnastraße 8 (Karte)              | Bezeichnet mit 1786                                                                                             | Sozialgeschichtlich und baugeschichtlich von Bedeutung, ein Fachwerkbau | 09265792 |
| Direkt Bild zu diesem Denkmal hochladen | Wohnhaus in offener Bebauung | Jahnastraße 13 (Karte)             | Ende 19. Jahrhundert                                                                                            | Städtebaulich und baugeschichtlich von Bedeutung, ein Gründerzeithaus | 09265841 |
| Direkt Bild zu diesem Denkmal hochladen | Wohnhaus in offener Bebauung | Jahnastraße 14 (Karte)             | Um 1880 | Städtebaulich und baugeschichtlich von Bedeutung, ein Gründerzeithaus | 09265793 |
|                                         | Wohnhaus in offener Bebauung | Jahnastraße 16 (Karte)             | Um 1880 | Städtebaulich und baugeschichtlich von Bedeutung, ein Gründerzeithaus | 09265794 |
|                                         | Wohnhaus in offener Bebauung | Jahnastraße 18 (Karte)             | Um 1890 | Städtebaulich und baugeschichtlich von Bedeutung, ein Gründerzeithaus im Stil der späten Neugotik, ortsbildprägend nahe der Wolfgangskapelle | 09265795 |
| Direkt Bild zu diesem Denkmal hochladen | Friedhof St. Wolfgang (Sachgesamtheit)                                                                                           | Jahnastraße 18 (gegenüber) (Karte) | 19. Jahrhundert                                                                                                 | Sachgesamtheit Friedhof St. Wolfgang, mit den Einzeldenkmalen: verschiedene Grabmale (09301500) und den Sachgesamtheitsteilen: Einfriedungsmauern und Friedhofsgestaltung; geschichtlich und ortsgeschichtlich von Bedeutung                                                                         | 09266127 |
| Direkt Bild zu diesem Denkmal hochladen | Verschiedene Grabmale, darunter das Erbbegräbnis Gansauge und die Grabstätte Bidtel (Einzeldenkmale der Sachgesamtheit 09266127) | Jahnastraße 18 (gegenüber) (Karte) | 19. Jahrhundert                                                                                                 | Einzeldenkmale der Sachgesamtheit Friedhof St. Wolfgang; geschichtlich und ortsgeschichtlich von Bedeutung | 09301500 |
|                                         | Wohnhaus mit Einfriedung | Jahnastraße 29 (Karte)             | Bezeichnet mit 1790                                                                                             | Sozialgeschichtlich und baugeschichtlich von Bedeutung, verputzter, ländlicher Fachwerkbau, aufwändiges Eingangsportal mit Inschrift | 09265799 |
|                                         | Wohnhaus mit Anbauten und Einfriedung                                                                                            | Meisastraße 8 (Karte)              | 17. Jahrhundert                                                                                                 | Ortsgeschichtlich, sozialgeschichtlich und baugeschichtlich von Bedeutung, ländlicher Fachwerkbau unterhalb der Albrechtsburg am Hang des Burgberges | 09265835 |
| Weitere Bilder                          | Mietshaus in offener Bebauung | Meisastraße 9 (Karte)              | Um 1900 | Städtebaulich und baugeschichtlich von Bedeutung, ein Bau im Reformstil der Zeit nach 1900, straßenbildprägende Holzgalerien, Zierfachwerk, Jugendstilornamentik | 09265649 |
| Direkt Bild zu diesem Denkmal hochladen | Wohnhaus, ehemaliges Mühlengebäude, sogenanntes Hundehüterhaus                                                                   | Meisastraße 20 (Karte)             | 2. Hälfte 18. Jahrhundert                                                                                       | Sozialgeschichtlich und baugeschichtlich von Bedeutung, ein Fachwerkbau | 09265650 |
| Direkt Bild zu diesem Denkmal hochladen | Bauernhof mit Wohnhaus und zwei Seitengebäuden                                                                                   | Meisastraße 23 (Karte)             | Bezeichnet mit 1802                                                                                             | Sozialgeschichtlich und baugeschichtlich von Bedeutung, Zeugnis bäuerlicher Lebensweise vergangener Zeiten im Ortsteil Obermeisa | 09265654 |
| Direkt Bild zu diesem Denkmal hochladen | Doppelmietshaus in offener Bebauung                                                                                              | Meisastraße 24, 25 (Karte)         | Ende 19. Jahrhundert                                                                                            | Städtebaulich von Bedeutung, Gründerzeitbau mit Ecktürmen | 09265807 |
| Direkt Bild zu diesem Denkmal hochladen | Mietshaus in offener Bebauung | Meisastraße 34 (Karte)             | Ende 19. Jahrhundert                                                                                            | Städtebaulich und baugeschichtlich von Bedeutung, ein Gründerzeithaus | 09265804 |
| Direkt Bild zu diesem Denkmal hochladen | Mietshaus in offener Bebauung und Ecklage                                                                                        | Meisastraße 37 (Karte)             | Bezeichnet mit 1899                                                                                             | Städtebaulich und baugeschichtlich von Bedeutung, ein Gründerzeithaus, straßenbildprägende Balkone | 09265837 |
| Direkt Bild zu diesem Denkmal hochladen | Wohnhaus, ehemalige Schule | Meisastraße 39 (Karte)             | Um 1850 | Ehemals mit Räumen der Dorfschule von Obermeisa, ortshistorische und baugeschichtlich von Bedeutung | 09265732 |
| Direkt Bild zu diesem Denkmal hochladen | Ehemalige Wegekapelle, heute Gartenhaus                                                                                          | Meisastraße 40 (Karte)             | 2. Hälfte 19. Jahrhundert                                                                                       | Ortsgeschichtlich und hausgeschichtlich von Bedeutung | 09265839 |
| Direkt Bild zu diesem Denkmal hochladen | Mietshaus in offener Bebauung | Mönchslehne 1 (Karte)              | Um 1890 | Städtebaulich und baugeschichtlich von Bedeutung, ein Gründerzeithaus | 09265805 |
| Direkt Bild zu diesem Denkmal hochladen | Mietshaus in offener Bebauung | Mönchslehne 2 (Karte)              | Ende 19. Jahrhundert                                                                                            | Städtebaulich und baugeschichtlich von Bedeutung, ein Gründerzeithaus | 09266129 |
| Direkt Bild zu diesem Denkmal hochladen | Bauernhaus mit Seitenflügel und Stützmauer zur Straße                                                                            | Mönchslehne 3 (Karte)              | Um 1800 | Städtebaulich, sozialgeschichtlich und baugeschichtlich von Bedeutung (verbretterter Fachwerkbau), Zeugnis bäuerlicher Lebensweise vergangener Zeiten im Ortsteil Obermeisa | 09265806 |
|                                         | Wohnhaus (Nr. 1) mit Nebengebäude (Wohnhaus, Nr. 1a) und Gartenhaus                                                              | Schloßgäßchen 1, 1a (Karte)        | Bezeichnet am Kellereingang mit 1703, bezeichnet am Haupteingang (Wohnhaus); bezeichnet mit 1827 (Nebengebäude) | Städtebaulich und baugeschichtlich von Bedeutung, das Gartenhaus und das massive Wohnhaus mit Anklängen an den Stil der frühen Neogotik (Treppengiebel) des 19. Jahrhunderts, das Wohnhaus im Kern älter, das zur Meisastraße ortsbildprägende Nebengebäude (ein Fachwerkbau) mit aufwändigem Portal | 09265653 |
|                                         | Wohnhaus mit Einfriedung (Bruchsteinmauer)                                                                                       | Schloßgäßchen 4 (Karte)            | Schlussstein bezeichnet mit 1829, Umbau bezeichnet mit 1875 (Tafel)                                             | Sozialgeschichtlich, städtebaulich und baugeschichtlich von Bedeutung, ortsbildprägende Lage oberhalb des Hohlweges nahe dem Burgberg | 09266070 |

### Questenberg
| Bild | Bezeichnung | Lage                                   | Datierung                                                                 | Beschreibung | ID       |
| ---- | --- | -------------------------------------- | ------------------------------------------------------------------------- | --- | -------- |
|      | Doppelmietshaus in offener Bebauung | Mühlweg 1, 2 (Karte)                   | 1880er Jahre                                                              | Städtebaulich und baugeschichtlich von Bedeutung, zwei straßenbildprägende Gründerzeitbauten | 09266039 |
|      | Wohnhaus in geschlossener Bebauung | Mühlweg 10 (Karte)                     | Bezeichnet mit 1825                                                       | Ländliches Wohnhaus, Segmentbogenportal, sozialgeschichtlich und baugeschichtlich von Bedeutung | 09266014 |
|      | Wohnhaus in geschlossener Bebauung | Mühlweg 11 (Karte)                     | Bezeichnet mit 1825                                                       | Ländliches Wohnhaus, Segmentbogenportal, sozialgeschichtlich und baugeschichtlich von Bedeutung | 09266047 |
|      | Villa mit Stützmauern und parkähnlichem Garten                                                                                               | Questenberger Weg 1 (Karte)            | Ende 19. Jahrhundert                                                      | Städtebaulich und baugeschichtlich von Bedeutung, straßenbildprägende Lage nahe der Talstraße, ein reichverzierter Gründerzeitbau | 09266045 |
|      | Wohnhaus, Scheune und Stützmauer eines Bauernhofes                                                                                           | Questenberger Weg 15 (Karte)           | Bezeichnet mit 1786, spätere Überformung (Bauernhaus); vor 1885 (Scheune) | Sozial-, wirtschafts- und baugeschichtlich von Bedeutung, das Wohnhaus ein Fachwerkbau, zeittypisches ländliches Anwesen | 09266046 |
|      | Wasserwerk | Sonnenleite (Karte)                    | Bezeichnet mit 1926                                                       | Technikgeschichtlich und baugeschichtlich von Bedeutung, ein Bau im Heimatstil | 09266052 |
|      | Villa mit einer Skulptur sowie mit parkähnlichem Garten und Einfriedung, Stützmauer und Pavillon (Teil der Gartenstadt-Siedlung Sonnenleite) | Sonnenleite 3 (Karte)                  | Nach 1900                                                                 | Künstlerisch, städtebaulich, baugeschichtlich und kunstgeschichtlich von Bedeutung, ein malerisch bewegter Bau im frühen Heimatstil mit Zierfachwerk und neoromanischen Elementen, Architekt: William Becker, Teil der Gartenstadt-Siedlung Sonnenleite | 09266061 |
|      | Wohnhauszeile, mit einer Skulptur an Nr. 5, in Hanglage (Teil der Gartenstadt-Siedlung Sonnenleite)                                          | Sonnenleite 5, 7, 9, 11 (Karte)        | 1920er Jahre                                                              | Künstlerisch, städtebaulich und baugeschichtlich von Bedeutung, ein malerisch bewegte Wohnanlage im Heimatstil, Architekt: William Becker, Teil der Gartenstadt-Siedlung Sonnenleite                                                                    | 09266060 |
|      | Wohnhaus in offener Bebauung (Teil der Gartenstadt-Siedlung Sonnenleite)                                                                     | Sonnenleite 8 (Karte)                  | 1920er Jahre                                                              | Städtebaulich und baugeschichtlich von Bedeutung, ein Heimatstilbau, Architekt: William Becker, Teil der Gartenstadt-Siedlung Sonnenleite | 09266062 |
|      | Siedlungshäuser in geschlossener Bebauung mit Einfriedung (Teil der Gartenstadt-Siedlung Sonnenleite)                                        | Sonnenleite 12, 14, 16, 18, 20 (Karte) | Bezeichnet mit 1921                                                       | Künstlerisch, städtebaulich und baugeschichtlich von Bedeutung, ein malerisch bewegte Baugruppe im Heimatstil, Nummer 12 mit Zierfachwerk, Architekt: William Becker, Teil der Gartenstadt-Siedlung Sonnenleite                                         | 09266056 |
|      | Wohnhaus in offener Bebauung, mit Stützmauer (Teil der Gartenstadt-Siedlung Sonnenleite)                                                     | Sonnenleite 13 (Karte)                 | 1920er Jahre                                                              | Künstlerisch, städtebaulich und baugeschichtlich von Bedeutung, ein Bau im Heimatstil (verbretterter Fachwerkbau), Architekt: William Becker, Teil der Gartenstadt-Siedlung Sonnenleite                                                                 | 09266058 |
|      | Wohnhaus in offener Bebauung, sowie Stützmauer aus Bruchstein (Teil der Gartenstadt-Siedlung Sonnenleite)                                    | Sonnenleite 21 (Karte)                 | 1920er Jahre                                                              | Städtebaulich und baugeschichtlich von Bedeutung, ein Heimatstilbau mit straßenbildprägendem Giebel, Architekt: William Becker, Teil der Gartenstadt-Siedlung Sonnenleite                                                                               | 09266050 |
|      | Wohnhaus in offener Bebauung (Teil der Gartenstadt-Siedlung Sonnenleite)                                                                     | Sonnenleite 23 (Karte)                 | 1920er Jahre                                                              | Städtebaulich und baugeschichtlich von Bedeutung, ein verbretterter Heimatstilbau, Architekt: William Becker, Teil der Gartenstadt-Siedlung Sonnenleite                                                                                                 | 09266051 |
|      | Mietshaus in offener Bebauung, mit Stützmauern                                                                                               | Talstraße 85 (Karte)                   | Ende 19. Jahrhundert                                                      | Städtebaulich und baugeschichtlich von Bedeutung, ein Gründerzeithaus | 09266042 |
|      | Mietvilla mit Stützmauern | Talstraße 86 (Karte)                   | Ende 19. Jahrhundert                                                      | Künstlerisch, städtebaulich und baugeschichtlich von Bedeutung, ein Gründerzeitbau mit seitlicher Veranda | 09266043 |

### Siebeneichen
| Bild           | Bezeichnung | Lage                                                           | Datierung                                                                  | Beschreibung | ID       |
| -------------- | --- | -------------------------------------------------------------- | -------------------------------------------------------------------------- | --- | -------- |
| Weitere Bilder | Vorwerk, kleiner Dreiseithof mit Erdgeschossmauern eine Wohnhauses/Wohnstallhauses, sogenanntes Dozentenhaus, und zwei angebauten Seitengebäuden (Rittergut und Vorwerk Siebeneichen) | Siebeneichen 1 (Karte)                                         | Um 1935                                                                    | Ortsgeschichtlich, sozialgeschichtlich und baugeschichtlich von Bedeutung, Teil des Ensembles Schloss Siebeneichen | 09266217 |
| Weitere Bilder | Vorwerk, Wohnhaus mit Erdgeschossmauern eines abgebrochenen Gebäudeteiles (Rittergut und Vorwerk Siebeneichen)                                                                        | Siebeneichen 3 (Karte)                                         | 18. Jahrhundert                                                            | Ortsgeschichtlich, sozialgeschichtlich und baugeschichtlich von Bedeutung, Teil des Ensembles Schloss Siebeneichen | 09269137 |
| Weitere Bilder | Vorwerk, Wohnhaus mit Erdgeschossmauern eines weiteren Gebäudes (Rittergut und Vorwerk Siebeneichen)                                                                                  | Siebeneichen 4 (Karte)                                         | 18. Jahrhundert                                                            | Ortsgeschichtlich, sozialgeschichtlich und baugeschichtlich von Bedeutung, Teil des Ensembles Schloss Siebeneichen | 09306880 |
| Weitere Bilder | Vorwerk, Wirtschaftsgebäude (Rittergut und Vorwerk Siebeneichen) | Siebeneichen 8 (Karte)                                         | Bezeichnet mit 1807, MDCCCVII                                              | Offenbar Teil eines ursprünglich längeren Baus, trotzdem beeindruckend, wirtschaftsgechichtlich, sozialgeschichtlich und baugeschichtlich von Bedeutung, Teil des Ensembles um Schloss Siebeneichen | 09266216 |
| Weitere Bilder | Rittergut Siebeneichen (Sachgesamtheit) | Siebeneichener Schloßberg 2 (Siebeneichener Straße 62) (Karte) | Um 1550 (Altes Schloss); 1745–1748 (Neues Schloss); seit 1805 (Parkanlage) | Sachgesamtheit Rittergut Siebeneichen, mit den Einzeldenkmalen: Schloss Siebeneichen (09266218, gleiche Anschrift) und am Fuße des Berges das Einzeldenkmal Forsthaus (09266182, Siebeneichener Straße 62), Renaissanceportal und Mauern des ehemaligen Lust- und späteren Küchengartens (09306391, Siebeneichener Schloßberg) dazu die Sachgesamtheitsteile seitliche Stützmauern mit Treppen und Säulen, Fläche des ehemaligen Lust- und späteren Küchengartens sowie Parkanlage in bergigem Gelände (Gartendenkmal, siehe auch Sachgesamtheitsbestandteil 09303803, Klipphausen, Ortsteil Bockwen); bedeutsamer Landsitz der bekannten Meißner Adelsfamilie von Miltitz, Komplex bau-, landes- und ortsgeschichtlich, künstlerisch, städtebaulich und landschaftsgestaltend bedeutend | 09301118 |
| Weitere Bilder | Renaissanceportal und Mauern des ehemaligen Lust- und späteren Küchengartens (Einzeldenkmale der Sachgesamtheit 09301118)                                                             | Siebeneichener Schloßberg (Karte)                              | 16. Jahrhundert                                                            | Einzeldenkmale der Sachgesamtheit Rittergut Siebeneichen; Teil eines bedeutsamen Landsitzes der bekannten Meißner Adelsfamilie von Miltitz, mit dem Komplex bau-, landes- und ortsgeschichtlich, künstlerisch, städtebaulich und landschaftsgestaltend bedeutend | 09306391 |
| Weitere Bilder | Anlage aus Rechteckbau des Alten und vorgelegtem Dreiflügelbau des Neuen Schlosses (Einzeldenkmal der Sachgesamtheit 09301118)                                                        | Siebeneichener Schloßberg 2 (Karte)                            | Um 1550                                                                    | Einzeldenkmal der Sachgesamtheit Rittergut Siebeneichen; bedeutsamer Landsitz der bekannten Meißner Adelsfamilie von Miltitz, Komplex bau-, landes- und ortsgeschichtlich, künstlerisch, städtebaulich und landschaftsgestaltend bedeutend, Altes Schloss im Stil der Renaissance mit zwei Ecktürmen, Neues Schloss einen Innenhof umschließender Barockbau mit Mansarddächern und charakteristischem Portal an der Westfassade | 09266218 |

## Tabellenlegende
- Bild: Bild des Kulturdenkmals, ggf. zusätzlich mit einem Link zu weiteren Fotos des Kulturdenkmals im Medienarchiv Wikimedia Commons. Wenn man auf das Kamerasymbol klickt, können Fotos zu Kulturdenkmalen aus dieser Liste hochgeladen werden:
- Bezeichnung: Denkmalgeschützte Objekte und ggf. Bauwerksname des Kulturdenkmals
- Lage: Straßenname und Hausnummer oder Flurstücknummer des Kulturdenkmals. Die Grundsortierung der Liste erfolgt nach dieser Adresse. Der Link (Karte) führt zu verschiedenen Kartendiensten mit der Position des Kulturdenkmals. Fehlt dieser Link, wurden die Koordinaten noch nicht eingetragen. Sind diese bekannt, können sie über ein Tool mit einer Kartenansicht einfach nachgetragen werden. In dieser Kartenansicht sind Kulturdenkmale ohne Koordinaten mit einem roten bzw. orangen Marker dargestellt und können durch Verschieben auf die richtige Position in der Karte mit Koordinaten versehen werden. Kulturdenkmale ohne Bild sind an einem blauen bzw. roten Marker erkennbar.
- Datierung: Baubeginn, Fertigstellung, Datum der Erstnennung oder grobe zeitliche Einordnung entsprechend des Eintrags in der sächsischen Denkmaldatenbank
- Beschreibung: Kurzcharakteristik des Kulturdenkmals entsprechend des Eintrags in der sächsischen Denkmaldatenbank, ggf. ergänzt durch die dort nur selten veröffentlichten Erfassungstexte oder zusätzliche Informationen
- ID: Vom Landesamt für Denkmalpflege Sachsen vergebene, das Kulturdenkmal eindeutig identifizierende Objekt-Nummer. Der Link führt zum PDF-Denkmaldokument des Landesamtes für Denkmalpflege Sachsen. Bei ehemaligen Kulturdenkmalen können die Objektnummern unbekannt sein und deshalb fehlen bzw. die Links von aus der Datenbank entfernten Objektnummern ins Leere führen. Ein ggf. vorhandenes Icon  führt zu den Angaben des Kulturdenkmals bei Wikidata.

## Ausführliche Denkmaltexte
1. ↑    
Die erhaltenen Teile des einstigen Klosters zum Heiligen Kreuz befinden sich wenige hundert Meter unterhalb der Meißner Albrechtsburg und bilden einen eindrucksvollen Auftakt zur vor allem mittelalterlichen Architektur der Domstadt. Als Stiftung des Markgrafen Dietrich (1162–1221) diente es als Benediktiner-Nonnenkloster für den hohen und niederen Adel. Nach der 1217 erfolgten Verlegung an den heutigen Ort unterstellte sich der Konvent der Zisterzienserregel. Die Aufsicht wurde dem Abt von Altzella übertragen. Das Kloster war am neuen Standort um 1221/22 vollendet worden, während sich die Fertigstellung der Kirche noch bis etwa 1241 hinzog. Seit der Mitte des 13. Jahrhunderts war die Anlage wieder Benediktinerinnen-Kloster. Die Auflösung des Klosters erfolgte 1568 im Zuge der Reformation. Während des Siebenjährigen Krieges 1756–1763 wurde es durch preußische Truppen zerstört. Zu ersten Ruinensicherungen kam es seit 1883, verstärkt seit 1990. Von den einst um einen Kreuzhof gruppierten Klosterflügeln sind die Ostteile der im Süden gelegenen Kirche, wesentliche Partien des Erdgeschosses des Ostflügels und Keller unter dem Nordflügel erhalten. Von der über kreuzförmigem Grundriss errichteten Klosterkirche existieren noch zahlreiche bemerkenswerte architektonische Details, wie anderthalb Schildwände von der Nordwand mit einem spitzbogigen Fenster, die Umfassungswand des Sanktuariums (Chors) mit halbkreisförmiger Apsis, außen mit Lisenengliederung, die überwölbte Sakristei und in kreuzförmige Pfeiler eingestellt Dienste mit Kelchkapitellen wohl zur Aufnahme von Rippen eines Kreuzrippengewölbes. Die Bauformen der Kirche schließen an die der Zisterzienserklosterkirche Altzella an. Der Ostflügel besteht aus vier Räumen im Erdgeschoss, von denen zwei einen oberen Abschluss haben. Am bemerkenswertesten erscheint der einstige Kapitelsaal, der durch ein gestuftes Rundbogenportal, flankiert von zwei Dreiergruppen von Fensteröffnungen in rechteckiger Rahmung nach außen markiert wird. Dieses dominierende Detail von einfacher Schönheit wird durch eine runde Öffnung nach oben abgeschlossen. Die Formensprache der Gewölbekonsolen im Kapitelsaal ist auch zisterziensisch. Vom Nordflügel sind noch einige tonnengewölbte Keller auf uns überkommen. Die Klosteranlage zum Heiligen Kreuz geht auf das ausgehende Hochmittelalter zurück. Trotz der Reduktion der Anlage auf wenige bauliche Reste wird die hohe Qualität der Architektur, die den Zisterzienserstil im Übergang von der Romanik zur frühen Gotik vertritt, in allen Details deutlich. Der überwiegend noch mittelalterliche Baubestand gehört zu den ältesten und bedeutendsten Kulturdenkmalen Sachsens. Als Zisterzienserarchitektur einer bestimmten Entwicklungsstufe ist er aber auch dem nationalen kulturellen Erbe Deutschlands zuzuordnen. Die Klosterruine des einstigen Benediktiner-Nonnenklosters zum Heiligen Kreuz war Motiv für berühmte Künstler. So gibt es mehrere Zeichnungen der Anlage von Caspar David Friedrich (1774–1840). Darüber hinaus gehört sie zum städtebaulich einzigartigen Stadtbild Meißens mit Burgberg, Altstadt, und historischen Freihöfe. Der Burgberg war seit dem frühen Mittelalter militärische Zentrale sowie weltlicher und kirchlicher Verwaltungsmittelpunkt der Mark Meißen, aus dem das spätere Sachsen hervorgegangen ist. Meißen gilt demzufolge als Wiege Sachsens. Abgesehen davon ist Meißen neben Dresden wohl der am meisten abgebildete Ort aus Sachsen.
2. ↑  
Das dreigeschossige Doppelmietshaus Am Röhrbrunnen 1/2 im einst selbstständigen Ort Hintermauer, seit geraumer Zeit nach Meißen eingemeindet, und auf dem Grundstück des früheren Rabenhorstschen Gartens gelegen, wurde 1892 von Baumeister Franz Maudrich, wie für die Zeit oft typisch, als Spekulationsobjekt errichtet. Es handelt sich um einen charakteristischen späthistoristischen Wohnbau des ausgehenden 19. Jahrhunderts mit teilweise kräftig ausgebildete Schmuck- und Gliederungselementen, wie Gesimsen, Profilen, Bändern, geraden Stürzen, Fenstergewänden, Sohlbänken und Konsolen, die sich mit ihrer horizontalen Anordnung und auch im Detail vor allem an der Renaissance als Vorbild orientieren. Das von einem Krüppelwalmdach bedeckte Haus ist einfach verputzt. Der breite Sockel nach Fertigstellung von einem sichtbaren Zyklopenmauerwerk hervorgehoben, ist später verändert worden. Der große Baukörper des Doppelhauses wurde mittels regelmäßiger Grundrisse funktional gestaltet. Die Räume der einen Hälfte wiederholen sich spiegelbildlich im anderen Teil. So zeigen die Etagen jeweils drei Stuben, eine Kammer, eine Mädchenkammer und ein Entree sowie das Treppenhaus in der hinteren, äußeren Ecke. Diese funktionale, sachliche Struktur wird auch am Außenbau sichtbar, wobei die Straßenfassade und die Giebelseiten durch die erwähnten Schmuck- und Gliederungselemente im Sinne des Historismus eine gestalterische Aufwertung erfuhr. Als charakteristisches bauliches Zeugnis seiner Erbauungszeit ist das Doppelmietshaus Am Röhrbrunnen 1/2 in Meißen architekturgeschichtlich wertvoll. Darüber hinaus dokumentiert es die Verstädterung Meißens und seiner Umgebung (auch seiner Randlagen und Vororte) auf anschauliche Weise, was die stadtentwicklungsgeschichtliche Bedeutung des einstigen Spekulationsobjektes begründet.
3. ↑  Bei der Meißner Jahnhalle handelt es sich um einen bemerkenswerten Sportbau, der 1894–1895 nach Plänen des Stadtbaumeisters Frey errichtet wurde. Die Ausführung lag in den Händen des bekannten Meißner Baumeisters Georg Gröschel. Die Halle liegt in unmittelbarer Nähe zur Meißner Altstadt, an der Spitze des Höhenzuges zwischen Triebischtal und Jüdenbergstraße. Dass trotz mancher späteren Versachlichung immer noch repräsentative Gebäude besteht aus einem Ziegel-Mauerwerksbau mit Krüppelwalmdach und vier angewalmten Eckturmdächern. Die Fassade ist verputzt, wobei das Sockelgeschoss in Struktur und Gliederung abgesetzt erscheint. Faschen und Laibungen sind glatt. Die Fenster bestehen aus segmentbogenförmigen, teilweise rundbogenförmigen Holzelementen. Die Tragkonstruktion, die Einbauten und die Decke der Halle bestehen aus Holz. Die Dacheindeckung am Hauptdach ist eine Pfannendeckung in Wellenform, die Eindeckung der Ecktürme sind noch ursprüngliche Geradschnittbiber in Kronendeckung. Besonders erwähnenswert sind die markante tonnengewölbte Decke und die zwei flankierenden Seitengalerien im Innern der Jahnhalle. Erhalten blieb auch ein Großteil der originalen Ausstattung, wie die Geländer der erwähnten Galerien. Anfänglich diente die Halle dem örtlichen Turnverein Frisch-Auf. Nicht nur mit dem Namen der Halle, sondern auch einer Büste gedachte man seinerzeit Friedrich Ludwig Jahn (auch Turnvater Jahn), der die deutsche Turnbewegung initiierte, die später in den Befreiungskriegen als Programm zur körperlichen und wehrpolitischen Ertüchtigung eine wichtige Rolle spielen sollte. Abgesehen von Meißen entstanden deutschlandweit zahlreiche Jahnhallen, die Meißner ist als Zeugnis der Architektur ihrer Zeit baugeschichtlich und als lokal bedeutsamer öffentlicher Bau der Stadt auch ortsgeschichtlich von Bedeutung.